# Lista de asteroides (300001-301000)
Esta é uma lista parcial de asteroides, do asteroide número 300001 até o 301000, inclusive. Veja também o índice com todas as listas disponíveis.

| Objeto Próximos à Terra | Cinturão de asteroides (interno) | Cinturão de asteroides (externo) | Centauro       |
| Cruzador de Marte       | Cinturão de asteroides (meio)    | Troianos de Júpiter              | Transnetuniano |

Veja mais dados de cada asteroide na ligação externa para o Minor Planet Center na última coluna.
Índice: 300001... 300101... 300201... 300301... 300401... 300501... 300601... 300701... 300801... 300901... 

## 300001–300100
| Designação        | Designação | Descoberta  | Descoberta        | Descobridor(es)     | Categoria | Mais informações / Referência |
| Permanente        | Provisória | Data        | Local             | Descobridor(es)     | Categoria | Mais informações / Referência |
| ----------------- | ---------- | ----------- | ----------------- | ------------------- | --------- | ----------------------------- |
| 300001            | 2006 UA35  | 16 out 2006 | Kitt Peak         | Spacewatch          | —         | MPC                           |
| 300002            | 2006 US35  | 16 out 2006 | Kitt Peak         | Spacewatch          | —         | MPC                           |
| 300003            | 2006 UK37  | 16 out 2006 | Kitt Peak         | Spacewatch          | —         | MPC                           |
| 300004            | 2006 UC40  | 16 out 2006 | Kitt Peak         | Spacewatch          | —         | MPC                           |
| 300005            | 2006 UQ40  | 16 out 2006 | Kitt Peak         | Spacewatch          | —         | MPC                           |
| 300006            | 2006 UY42  | 16 out 2006 | Kitt Peak         | Spacewatch          | —         | MPC                           |
| 300007            | 2006 UU47  | 17 out 2006 | Kitt Peak         | Spacewatch          | —         | MPC                           |
| 300008            | 2006 UC50  | 17 out 2006 | Kitt Peak         | Spacewatch          | —         | MPC                           |
| 300009            | 2006 UA53  | 17 out 2006 | Mount Lemmon      | Mount Lemmon Survey | —         | MPC                           |
| 300010            | 2006 UA54  | 17 out 2006 | Mount Lemmon      | Mount Lemmon Survey | Brangane  | MPC                           |
| 300011            | 2006 UC68  | 16 out 2006 | Catalina          | CSS                 | —         | MPC                           |
| 300012            | 2006 UN68  | 30 set 2006 | Catalina          | CSS                 | —         | MPC                           |
| 300013            | 2006 UG72  | 17 out 2006 | Mount Lemmon      | Mount Lemmon Survey | —         | MPC                           |
| 300014            | 2006 UG73  | 17 out 2006 | Kitt Peak         | Spacewatch          | —         | MPC                           |
| 300015            | 2006 UQ73  | 17 out 2006 | Kitt Peak         | Spacewatch          | —         | MPC                           |
| 300016            | 2006 UO74  | 17 out 2006 | Kitt Peak         | Spacewatch          | Ursula    | MPC                           |
| 300017            | 2006 UU78  | 17 out 2006 | Kitt Peak         | Spacewatch          | Brangane  | MPC                           |
| 300018            | 2006 UZ79  | 17 out 2006 | Mount Lemmon      | Mount Lemmon Survey | —         | MPC                           |
| 300019            | 2006 UU84  | 17 out 2006 | Mount Lemmon      | Mount Lemmon Survey | —         | MPC                           |
| 300020            | 2006 UM85  | 17 out 2006 | Mount Lemmon      | Mount Lemmon Survey | Ursula    | MPC                           |
| 300021            | 2006 UV86  | 17 out 2006 | Mount Lemmon      | Mount Lemmon Survey | —         | MPC                           |
| 300022            | 2006 UE89  | 17 out 2006 | Kitt Peak         | Spacewatch          | —         | MPC                           |
| 300023            | 2006 UD91  | 17 out 2006 | Kitt Peak         | Spacewatch          | —         | MPC                           |
| 300024            | 2006 UZ91  | 18 out 2006 | Kitt Peak         | Spacewatch          | —         | MPC                           |
| 300025            | 2006 UL92  | 18 out 2006 | Kitt Peak         | Spacewatch          | Ursula    | MPC                           |
| 300026            | 2006 UO97  | 18 out 2006 | Kitt Peak         | Spacewatch          | Themis    | MPC                           |
| 300027            | 2006 UK98  | 18 out 2006 | Kitt Peak         | Spacewatch          | —         | MPC                           |
| 300028            | 2006 UT98  | 18 out 2006 | Kitt Peak         | Spacewatch          | —         | MPC                           |
| 300029            | 2006 UM100 | 18 out 2006 | Kitt Peak         | Spacewatch          | —         | MPC                           |
| 300030            | 2006 UX101 | 18 out 2006 | Kitt Peak         | Spacewatch          | —         | MPC                           |
| 300031            | 2006 UC107 | 18 out 2006 | Kitt Peak         | Spacewatch          | —         | MPC                           |
| 300032            | 2006 UA109 | 18 out 2006 | Kitt Peak         | Spacewatch          | —         | MPC                           |
| 300033            | 2006 UG109 | 18 out 2006 | Kitt Peak         | Spacewatch          | Brangane  | MPC                           |
| 300034            | 2006 UN113 | 19 out 2006 | Kitt Peak         | Spacewatch          | —         | MPC                           |
| 300035            | 2006 UN123 | 19 out 2006 | Kitt Peak         | Spacewatch          | —         | MPC                           |
| 300036            | 2006 UV123 | 19 out 2006 | Kitt Peak         | Spacewatch          | —         | MPC                           |
| 300037            | 2006 UL131 | 19 out 2006 | Kitt Peak         | Spacewatch          | —         | MPC                           |
| 300038            | 2006 UF132 | 19 out 2006 | Mount Lemmon      | Mount Lemmon Survey | —         | MPC                           |
| 300039            | 2006 UT132 | 19 out 2006 | Kitt Peak         | Spacewatch          | —         | MPC                           |
| 300040            | 2006 UY133 | 19 out 2006 | Kitt Peak         | Spacewatch          | —         | MPC                           |
| 300041            | 2006 UR135 | 19 out 2006 | Kitt Peak         | Spacewatch          | —         | MPC                           |
| 300042            | 2006 UY135 | 19 out 2006 | Kitt Peak         | Spacewatch          | —         | MPC                           |
| 300043            | 2006 UT137 | 19 out 2006 | Mount Lemmon      | Mount Lemmon Survey | —         | MPC                           |
| 300044            | 2006 UU137 | 19 out 2006 | Mount Lemmon      | Mount Lemmon Survey | Ursula    | MPC                           |
| 300045            | 2006 UQ139 | 19 out 2006 | Mount Lemmon      | Mount Lemmon Survey | —         | MPC                           |
| 300046            | 2006 UQ140 | 19 out 2006 | Kitt Peak         | Spacewatch          | —         | MPC                           |
| 300047            | 2006 UB141 | 19 out 2006 | Kitt Peak         | Spacewatch          | —         | MPC                           |
| 300048            | 2006 UC141 | 19 out 2006 | Mount Lemmon      | Mount Lemmon Survey | —         | MPC                           |
| 300049            | 2006 UB142 | 19 out 2006 | Kitt Peak         | Spacewatch          | —         | MPC                           |
| 300050            | 2006 UX166 | 21 out 2006 | Mount Lemmon      | Mount Lemmon Survey | —         | MPC                           |
| 300051            | 2006 UU169 | 21 out 2006 | Mount Lemmon      | Mount Lemmon Survey | —         | MPC                           |
| 300052            | 2006 UW169 | 21 out 2006 | Mount Lemmon      | Mount Lemmon Survey | —         | MPC                           |
| 300053            | 2006 UG172 | 21 out 2006 | Kitt Peak         | Spacewatch          | Brangane  | MPC                           |
| 300054            | 2006 UH173 | 22 out 2006 | Mount Lemmon      | Mount Lemmon Survey | —         | MPC                           |
| 300055            | 2006 UQ178 | 16 out 2006 | Catalina          | CSS                 | —         | MPC                           |
| 300056            | 2006 US181 | 16 out 2006 | Catalina          | CSS                 | —         | MPC                           |
| 300057            | 2006 UF183 | 17 out 2006 | Catalina          | CSS                 | —         | MPC                           |
| 300058            | 2006 US184 | 23 out 2006 | Kitami            | K. Endate           | —         | MPC                           |
| 300059            | 2006 UV186 | 19 out 2006 | Catalina          | CSS                 | —         | MPC                           |
| 300060            | 2006 UO187 | 19 out 2006 | Catalina          | CSS                 | —         | MPC                           |
| 300061            | 2006 UA189 | 19 out 2006 | Catalina          | CSS                 | —         | MPC                           |
| 300062            | 2006 UR189 | 19 out 2006 | Catalina          | CSS                 | —         | MPC                           |
| 300063            | 2006 UH193 | 20 out 2006 | Mount Lemmon      | Mount Lemmon Survey | Themis    | MPC                           |
| 300064            | 2006 UJ194 | 20 out 2006 | Kitt Peak         | Spacewatch          | —         | MPC                           |
| 300065            | 2006 UJ196 | 20 out 2006 | Kitt Peak         | Spacewatch          | —         | MPC                           |
| 300066            | 2006 UM200 | 21 out 2006 | Kitt Peak         | Spacewatch          | Juno      | MPC                           |
| 300067            | 2006 UB201 | 21 out 2006 | Kitt Peak         | Spacewatch          | —         | MPC                           |
| 300068            | 2006 UF204 | 22 out 2006 | Palomar           | NEAT                | Brangane  | MPC                           |
| 300069            | 2006 UP204 | 22 out 2006 | Palomar           | NEAT                | —         | MPC                           |
| 300070            | 2006 UA206 | 23 out 2006 | Kitt Peak         | Spacewatch          | —         | MPC                           |
| 300071            | 2006 UU206 | 23 out 2006 | Kitt Peak         | Spacewatch          | —         | MPC                           |
| 300072            | 2006 UV206 | 23 out 2006 | Kitt Peak         | Spacewatch          | —         | MPC                           |
| 300073            | 2006 UD207 | 23 out 2006 | Kitt Peak         | Spacewatch          | —         | MPC                           |
| 300074            | 2006 UQ207 | 23 out 2006 | Palomar           | NEAT                | —         | MPC                           |
| 300075            | 2006 UV208 | 23 out 2006 | Kitt Peak         | Spacewatch          | —         | MPC                           |
| 300076            | 2006 UC211 | 23 out 2006 | Kitt Peak         | Spacewatch          | Ursula    | MPC                           |
| 300077            | 2006 UC214 | 23 out 2006 | Kitt Peak         | Spacewatch          | —         | MPC                           |
| 300078            | 2006 UV214 | 25 out 2006 | Lulin Observatory | H.-C. Lin, Q.-z. Ye | Brangane  | MPC                           |
| 300079            | 2006 UF215 | 26 out 2006 | Wildberg          | R. Apitzsch         | —         | MPC                           |
| 300080            | 2006 UR215 | 25 out 2006 | Piszkéstető       | J. Kelemen          | —         | MPC                           |
| 300081            | 2006 UB217 | 29 out 2006 | Desert Moon       | B. L. Stevens       | —         | MPC                           |
| 300082 Moyocoanno | 2006 US217 | 25 out 2006 | Kuma Kogen        | Y. Fujita           | Brangane  | MPC                           |
| 300083            | 2006 UO218 | 16 out 2006 | Kitt Peak         | Spacewatch          | —         | MPC                           |
| 300084            | 2006 UF223 | 17 out 2006 | Catalina          | CSS                 | —         | MPC                           |
| 300085            | 2006 UF226 | 20 out 2006 | Palomar           | NEAT                | —         | MPC                           |
| 300086            | 2006 UK227 | 20 out 2006 | Palomar           | NEAT                | —         | MPC                           |
| 300087            | 2006 UX228 | 20 out 2006 | Palomar           | NEAT                | —         | MPC                           |
| 300088            | 2006 UB232 | 21 out 2006 | Mount Lemmon      | Mount Lemmon Survey | —         | MPC                           |
| 300089            | 2006 UV232 | 21 out 2006 | Palomar           | NEAT                | Brangane  | MPC                           |
| 300090            | 2006 UQ234 | 22 out 2006 | Mount Lemmon      | Mount Lemmon Survey | Ursula    | MPC                           |
| 300091            | 2006 UT237 | 23 out 2006 | Kitt Peak         | Spacewatch          | —         | MPC                           |
| 300092            | 2006 UB239 | 23 out 2006 | Kitt Peak         | Spacewatch          | —         | MPC                           |
| 300093            | 2006 UE244 | 27 out 2006 | Mount Lemmon      | Mount Lemmon Survey | —         | MPC                           |
| 300094            | 2006 UC248 | 27 out 2006 | Mount Lemmon      | Mount Lemmon Survey | —         | MPC                           |
| 300095            | 2006 UL252 | 27 out 2006 | Mount Lemmon      | Mount Lemmon Survey | —         | MPC                           |
| 300096            | 2006 UB255 | 27 out 2006 | Mount Lemmon      | Mount Lemmon Survey | —         | MPC                           |
| 300097            | 2006 UM256 | 28 out 2006 | Kitt Peak         | Spacewatch          | Maria     | MPC                           |
| 300098            | 2006 UB260 | 28 out 2006 | Mount Lemmon      | Mount Lemmon Survey | —         | MPC                           |
| 300099            | 2006 UU264 | 27 out 2006 | Mount Lemmon      | Mount Lemmon Survey | —         | MPC                           |
| 300100            | 2006 UY264 | 27 out 2006 | Mount Lemmon      | Mount Lemmon Survey | —         | MPC                           |

## 300101–300200
| Designação | Designação | Descoberta  | Descoberta           | Descobridor(es)     | Categoria | Mais informações / Referência |
| Permanente | Provisória | Data        | Local                | Descobridor(es)     | Categoria | Mais informações / Referência |
| ---------- | ---------- | ----------- | -------------------- | ------------------- | --------- | ----------------------------- |
| 300101     | 2006 UV265 | 27 out 2006 | Catalina             | CSS                 | Ursula    | MPC                           |
| 300102     | 2006 UU269 | 27 out 2006 | Kitt Peak            | Spacewatch          | —         | MPC                           |
| 300103     | 2006 UW269 | 27 out 2006 | Kitt Peak            | Spacewatch          | Brangane  | MPC                           |
| 300104     | 2006 UP273 | 27 out 2006 | Kitt Peak            | Spacewatch          | —         | MPC                           |
| 300105     | 2006 UX279 | 28 out 2006 | Mount Lemmon         | Mount Lemmon Survey | —         | MPC                           |
| 300106     | 2006 UV282 | 28 out 2006 | Kitt Peak            | Spacewatch          | —         | MPC                           |
| 300107     | 2006 UY285 | 28 out 2006 | Kitt Peak            | Spacewatch          | —         | MPC                           |
| 300108     | 2006 UO286 | 28 out 2006 | Kitt Peak            | Spacewatch          | —         | MPC                           |
| 300109     | 2006 UW321 | 22 out 2006 | Siding Spring        | SSS                 | —         | MPC                           |
| 300110     | 2006 UX321 | 25 out 2006 | Siding Spring        | SSS                 | —         | MPC                           |
| 300111     | 2006 UN329 | 23 out 2006 | Catalina             | CSS                 | —         | MPC                           |
| 300112     | 2006 UL330 | 16 out 2006 | Apache Point         | A. C. Becker        | —         | MPC                           |
| 300113     | 2006 UV331 | 21 out 2006 | Apache Point         | A. C. Becker        | —         | MPC                           |
| 300114     | 2006 UL335 | 17 out 2006 | Catalina             | CSS                 | Brangane  | MPC                           |
| 300115     | 2006 UG337 | 28 out 2006 | Catalina             | CSS                 | —         | MPC                           |
| 300116     | 2006 UO345 | 28 out 2006 | Mount Lemmon         | Mount Lemmon Survey | —         | MPC                           |
| 300117     | 2006 UQ346 | 22 out 2006 | Catalina             | CSS                 | —         | MPC                           |
| 300118     | 2006 UH359 | 21 out 2006 | Mount Lemmon         | Mount Lemmon Survey | —         | MPC                           |
| 300119     | 2006 UK360 | 27 out 2006 | Catalina             | CSS                 | —         | MPC                           |
| 300120     | 2006 VO2   | 3 nov 2006  | Antares              | ARO                 | Ursula    | MPC                           |
| 300121     | 2006 VN4   | 9 nov 2006  | Kitt Peak            | Spacewatch          | —         | MPC                           |
| 300122     | 2006 VW7   | 10 nov 2006 | Kitt Peak            | Spacewatch          | —         | MPC                           |
| 300123     | 2006 VE12  | 11 nov 2006 | Mount Lemmon         | Mount Lemmon Survey | Brangane  | MPC                           |
| 300124     | 2006 VG14  | 14 nov 2006 | Vallemare di Borbona | V. S. Casulli       | —         | MPC                           |
| 300125     | 2006 VS20  | 9 nov 2006  | Kitt Peak            | Spacewatch          | —         | MPC                           |
| 300126     | 2006 VC25  | 10 nov 2006 | Kitt Peak            | Spacewatch          | —         | MPC                           |
| 300127     | 2006 VF32  | 11 nov 2006 | Mount Lemmon         | Mount Lemmon Survey | —         | MPC                           |
| 300128     | 2006 VP32  | 11 nov 2006 | Mount Lemmon         | Mount Lemmon Survey | —         | MPC                           |
| 300129     | 2006 VZ37  | 12 nov 2006 | Catalina             | CSS                 | Ursula    | MPC                           |
| 300130     | 2006 VH48  | 10 nov 2006 | Kitt Peak            | Spacewatch          | —         | MPC                           |
| 300131     | 2006 VU50  | 10 nov 2006 | Kitt Peak            | Spacewatch          | —         | MPC                           |
| 300132     | 2006 VY50  | 10 nov 2006 | Kitt Peak            | Spacewatch          | —         | MPC                           |
| 300133     | 2006 VF51  | 10 nov 2006 | Kitt Peak            | Spacewatch          | —         | MPC                           |
| 300134     | 2006 VJ52  | 11 nov 2006 | Kitt Peak            | Spacewatch          | —         | MPC                           |
| 300135     | 2006 VX54  | 11 nov 2006 | Kitt Peak            | Spacewatch          | —         | MPC                           |
| 300136     | 2006 VY55  | 11 nov 2006 | Kitt Peak            | Spacewatch          | —         | MPC                           |
| 300137     | 2006 VG56  | 11 nov 2006 | Kitt Peak            | Spacewatch          | —         | MPC                           |
| 300138     | 2006 VS58  | 11 nov 2006 | Kitt Peak            | Spacewatch          | —         | MPC                           |
| 300139     | 2006 VU58  | 11 nov 2006 | Mount Lemmon         | Mount Lemmon Survey | —         | MPC                           |
| 300140     | 2006 VB61  | 11 nov 2006 | Kitt Peak            | Spacewatch          | —         | MPC                           |
| 300141     | 2006 VV61  | 11 nov 2006 | Kitt Peak            | Spacewatch          | —         | MPC                           |
| 300142     | 2006 VW61  | 11 nov 2006 | Kitt Peak            | Spacewatch          | —         | MPC                           |
| 300143     | 2006 VY61  | 11 nov 2006 | Kitt Peak            | Spacewatch          | —         | MPC                           |
| 300144     | 2006 VW62  | 11 nov 2006 | Kitt Peak            | Spacewatch          | —         | MPC                           |
| 300145     | 2006 VO63  | 11 nov 2006 | Kitt Peak            | Spacewatch          | —         | MPC                           |
| 300146     | 2006 VJ67  | 11 nov 2006 | Kitt Peak            | Spacewatch          | —         | MPC                           |
| 300147     | 2006 VE68  | 11 nov 2006 | Kitt Peak            | Spacewatch          | —         | MPC                           |
| 300148     | 2006 VX73  | 11 nov 2006 | Mount Lemmon         | Mount Lemmon Survey | —         | MPC                           |
| 300149     | 2006 VU80  | 12 nov 2006 | Mount Lemmon         | Mount Lemmon Survey | —         | MPC                           |
| 300150     | 2006 VN81  | 12 nov 2006 | Lulin                | H.-C. Lin, Q.-z. Ye | —         | MPC                           |
| 300151     | 2006 VR84  | 13 nov 2006 | Mount Lemmon         | Mount Lemmon Survey | —         | MPC                           |
| 300152     | 2006 VO85  | 14 nov 2006 | Kitt Peak            | Spacewatch          | —         | MPC                           |
| 300153     | 2006 VP85  | 14 nov 2006 | Kitt Peak            | Spacewatch          | —         | MPC                           |
| 300154     | 2006 VW89  | 14 nov 2006 | Kitt Peak            | Spacewatch          | —         | MPC                           |
| 300155     | 2006 VZ91  | 15 nov 2006 | Kitt Peak            | Spacewatch          | Brangane  | MPC                           |
| 300156     | 2006 VP96  | 10 nov 2006 | Kitt Peak            | Spacewatch          | Ursula    | MPC                           |
| 300157     | 2006 VW96  | 10 nov 2006 | Kitt Peak            | Spacewatch          | —         | MPC                           |
| 300158     | 2006 VB97  | 11 nov 2006 | Kitt Peak            | Spacewatch          | —         | MPC                           |
| 300159     | 2006 VW121 | 14 nov 2006 | Mount Lemmon         | Mount Lemmon Survey | Brangane  | MPC                           |
| 300160     | 2006 VV126 | 15 nov 2006 | Kitt Peak            | Spacewatch          | —         | MPC                           |
| 300161     | 2006 VU131 | 15 nov 2006 | Kitt Peak            | Spacewatch          | —         | MPC                           |
| 300162     | 2006 VG135 | 15 nov 2006 | Kitt Peak            | Spacewatch          | —         | MPC                           |
| 300163     | 2006 VW139 | 15 nov 2006 | Kitt Peak            | Spacewatch          | —         | MPC                           |
| 300164     | 2006 VE140 | 15 nov 2006 | Kitt Peak            | Spacewatch          | —         | MPC                           |
| 300165     | 2006 VW140 | 15 nov 2006 | Kitt Peak            | Spacewatch          | —         | MPC                           |
| 300166     | 2006 VQ142 | 14 nov 2006 | Kitt Peak            | Spacewatch          | Ursula    | MPC                           |
| 300167     | 2006 VM143 | 15 nov 2006 | Kitt Peak            | Spacewatch          | —         | MPC                           |
| 300168     | 2006 VA144 | 15 nov 2006 | Catalina             | CSS                 | —         | MPC                           |
| 300169     | 2006 VC146 | 15 nov 2006 | Socorro              | LINEAR              | —         | MPC                           |
| 300170     | 2006 VB151 | 9 nov 2006  | Palomar              | NEAT                | —         | MPC                           |
| 300171     | 2006 VS151 | 9 nov 2006  | Palomar              | NEAT                | —         | MPC                           |
| 300172     | 2006 VS168 | 1 nov 2006  | Catalina             | CSS                 | —         | MPC                           |
| 300173     | 2006 WT    | 17 nov 2006 | Socorro              | LINEAR              | —         | MPC                           |
| 300174     | 2006 WM11  | 16 nov 2006 | Socorro              | LINEAR              | —         | MPC                           |
| 300175     | 2006 WV20  | 17 nov 2006 | Mount Lemmon         | Mount Lemmon Survey | —         | MPC                           |
| 300176     | 2006 WG26  | 18 nov 2006 | Kitt Peak            | Spacewatch          | —         | MPC                           |
| 300177     | 2006 WD33  | 16 nov 2006 | Kitt Peak            | Spacewatch          | —         | MPC                           |
| 300178     | 2006 WV36  | 16 nov 2006 | Kitt Peak            | Spacewatch          | —         | MPC                           |
| 300179     | 2006 WY36  | 16 nov 2006 | Kitt Peak            | Spacewatch          | —         | MPC                           |
| 300180     | 2006 WX42  | 16 nov 2006 | Kitt Peak            | Spacewatch          | —         | MPC                           |
| 300181     | 2006 WK45  | 16 nov 2006 | Mount Lemmon         | Mount Lemmon Survey | —         | MPC                           |
| 300182     | 2006 WJ53  | 16 nov 2006 | Catalina             | CSS                 | —         | MPC                           |
| 300183     | 2006 WZ58  | 17 nov 2006 | Kitt Peak            | Spacewatch          | —         | MPC                           |
| 300184     | 2006 WK61  | 17 nov 2006 | Socorro              | LINEAR              | —         | MPC                           |
| 300185     | 2006 WB62  | 17 nov 2006 | Catalina             | CSS                 | —         | MPC                           |
| 300186     | 2006 WG64  | 17 nov 2006 | Mount Lemmon         | Mount Lemmon Survey | —         | MPC                           |
| 300187     | 2006 WK65  | 17 nov 2006 | Mount Lemmon         | Mount Lemmon Survey | —         | MPC                           |
| 300188     | 2006 WD70  | 18 nov 2006 | Kitt Peak            | Spacewatch          | Ursula    | MPC                           |
| 300189     | 2006 WU71  | 18 nov 2006 | Kitt Peak            | Spacewatch          | —         | MPC                           |
| 300190     | 2006 WV75  | 18 nov 2006 | Kitt Peak            | Spacewatch          | Ursula    | MPC                           |
| 300191     | 2006 WQ86  | 18 nov 2006 | Socorro              | LINEAR              | —         | MPC                           |
| 300192     | 2006 WW87  | 18 nov 2006 | Mount Lemmon         | Mount Lemmon Survey | —         | MPC                           |
| 300193     | 2006 WH92  | 19 nov 2006 | Kitt Peak            | Spacewatch          | —         | MPC                           |
| 300194     | 2006 WC95  | 19 nov 2006 | Kitt Peak            | Spacewatch          | —         | MPC                           |
| 300195     | 2006 WO96  | 19 nov 2006 | Kitt Peak            | Spacewatch          | —         | MPC                           |
| 300196     | 2006 WZ96  | 19 nov 2006 | Kitt Peak            | Spacewatch          | —         | MPC                           |
| 300197     | 2006 WX99  | 19 nov 2006 | Catalina             | CSS                 | —         | MPC                           |
| 300198     | 2006 WH100 | 19 nov 2006 | Catalina             | CSS                 | —         | MPC                           |
| 300199     | 2006 WK100 | 19 nov 2006 | Catalina             | CSS                 | Ursula    | MPC                           |
| 300200     | 2006 WS100 | 19 nov 2006 | Socorro              | LINEAR              | —         | MPC                           |

## 300201–300300
| Designação            | Designação | Descoberta  | Descoberta        | Descobridor(es)       | Categoria | Mais informações / Referência |
| Permanente            | Provisória | Data        | Local             | Descobridor(es)       | Categoria | Mais informações / Referência |
| --------------------- | ---------- | ----------- | ----------------- | --------------------- | --------- | ----------------------------- |
| 300201                | 2006 WG101 | 19 nov 2006 | Socorro           | LINEAR                | —         | MPC                           |
| 300202                | 2006 WE109 | 19 nov 2006 | Kitt Peak         | Spacewatch            | —         | MPC                           |
| 300203                | 2006 WE111 | 19 nov 2006 | Kitt Peak         | Spacewatch            | Ursula    | MPC                           |
| 300204                | 2006 WR117 | 20 nov 2006 | Kitt Peak         | Spacewatch            | —         | MPC                           |
| 300205                | 2006 WH125 | 22 nov 2006 | Mount Lemmon      | Mount Lemmon Survey   | —         | MPC                           |
| 300206                | 2006 WW126 | 15 nov 2006 | Catalina          | CSS                   | —         | MPC                           |
| 300207                | 2006 WB137 | 19 nov 2006 | Catalina          | CSS                   | —         | MPC                           |
| 300208                | 2006 WF139 | 19 nov 2006 | Kitt Peak         | Spacewatch            | Ursula    | MPC                           |
| 300209                | 2006 WT151 | 21 nov 2006 | Mount Lemmon      | Mount Lemmon Survey   | —         | MPC                           |
| 300210                | 2006 WB152 | 21 nov 2006 | Mount Lemmon      | Mount Lemmon Survey   | Ursula    | MPC                           |
| 300211                | 2006 WP152 | 21 nov 2006 | Mount Lemmon      | Mount Lemmon Survey   | —         | MPC                           |
| 300212                | 2006 WZ153 | 22 nov 2006 | Mount Lemmon      | Mount Lemmon Survey   | —         | MPC                           |
| 300213                | 2006 WC156 | 22 nov 2006 | Mount Lemmon      | Mount Lemmon Survey   | —         | MPC                           |
| 300214                | 2006 WH174 | 23 nov 2006 | Kitt Peak         | Spacewatch            | —         | MPC                           |
| 300215                | 2006 WC180 | 24 nov 2006 | Mount Lemmon      | Mount Lemmon Survey   | —         | MPC                           |
| 300216                | 2006 WK180 | 24 nov 2006 | Mount Lemmon      | Mount Lemmon Survey   | —         | MPC                           |
| 300217                | 2006 WK182 | 24 nov 2006 | Mount Lemmon      | Mount Lemmon Survey   | Brangane  | MPC                           |
| 300218                | 2006 WG187 | 23 nov 2006 | Mount Lemmon      | Mount Lemmon Survey   | —         | MPC                           |
| 300219                | 2006 WN187 | 23 nov 2006 | Mount Lemmon      | Mount Lemmon Survey   | —         | MPC                           |
| 300220                | 2006 WT191 | 27 nov 2006 | Kitt Peak         | Spacewatch            | Ursula    | MPC                           |
| 300221 Brucebills     | 2006 XA5   | 10 dez 2006 | CBA-NOVAC         | D. R. Skillman        | —         | MPC                           |
| 300222                | 2006 XF6   | 8 dez 2006  | Palomar           | NEAT                  | —         | MPC                           |
| 300223                | 2006 XK32  | 9 dez 2006  | Kitt Peak         | Spacewatch            | —         | MPC                           |
| 300224                | 2006 XJ43  | 12 dez 2006 | Catalina          | CSS                   | —         | MPC                           |
| 300225                | 2006 XN44  | 13 dez 2006 | Kitt Peak         | Spacewatch            | —         | MPC                           |
| 300226 Francocanepari | 2006 XK51  | 13 dez 2006 | San Marcello      | L. Tesi, G. Fagioli   | —         | MPC                           |
| 300227                | 2006 XA52  | 14 dez 2006 | Socorro           | LINEAR                | —         | MPC                           |
| 300228                | 2006 XN54  | 15 dez 2006 | Socorro           | LINEAR                | —         | MPC                           |
| 300229                | 2006 XF73  | 15 dez 2006 | Kitt Peak         | Spacewatch            | —         | MPC                           |
| 300230                | 2006 YZ    | 16 dez 2006 | Kitt Peak         | Spacewatch            | —         | MPC                           |
| 300231                | 2006 YV3   | 16 dez 2006 | Mount Lemmon      | Mount Lemmon Survey   | Ursula    | MPC                           |
| 300232                | 2006 YL5   | 17 dez 2006 | Mount Lemmon      | Mount Lemmon Survey   | —         | MPC                           |
| 300233                | 2006 YX8   | 20 dez 2006 | Palomar           | NEAT                  | —         | MPC                           |
| 300234                | 2006 YH16  | 21 dez 2006 | Mount Lemmon      | Mount Lemmon Survey   | —         | MPC                           |
| 300235                | 2006 YT17  | 22 dez 2006 | Mount Lemmon      | Mount Lemmon Survey   | —         | MPC                           |
| 300236                | 2006 YM39  | 22 dez 2006 | Kitt Peak         | Spacewatch            | —         | MPC                           |
| 300237                | 2006 YD45  | 20 dez 2006 | Palomar           | NEAT                  | —         | MPC                           |
| 300238                | 2007 CM16  | 7 fev 2007  | Mount Lemmon      | Mount Lemmon Survey   | —         | MPC                           |
| 300239                | 2007 CO25  | 8 fev 2007  | Mount Lemmon      | Mount Lemmon Survey   | Juno      | MPC                           |
| 300240                | 2007 CP26  | 9 fev 2007  | Marly             | P. Kocher             | —         | MPC                           |
| 300241                | 2007 CQ60  | 10 fev 2007 | Catalina          | CSS                   | Juno      | MPC                           |
| 300242                | 2007 DZ70  | 21 fev 2007 | Kitt Peak         | Spacewatch            | —         | MPC                           |
| 300243                | 2007 DE117 | 21 fev 2007 | Catalina          | CSS                   | Juno      | MPC                           |
| 300244                | 2007 EY8   | 9 mar 2007  | Mount Lemmon      | Mount Lemmon Survey   | —         | MPC                           |
| 300245                | 2007 EC20  | 10 mar 2007 | Mount Lemmon      | Mount Lemmon Survey   | —         | MPC                           |
| 300246                | 2007 EE96  | 10 mar 2007 | Mount Lemmon      | Mount Lemmon Survey   | —         | MPC                           |
| 300247                | 2007 EX111 | 11 mar 2007 | Kitt Peak         | Spacewatch            | —         | MPC                           |
| 300248                | 2007 ED165 | 15 mar 2007 | Socorro           | LINEAR                | —         | MPC                           |
| 300249                | 2007 EE218 | 9 mar 2007  | Mount Lemmon      | Mount Lemmon Survey   | —         | MPC                           |
| 300250                | 2007 EF222 | 10 mar 2007 | Mount Lemmon      | Mount Lemmon Survey   | —         | MPC                           |
| 300251                | 2007 FX26  | 20 mar 2007 | Kitt Peak         | Spacewatch            | —         | MPC                           |
| 300252                | 2007 FN32  | 20 mar 2007 | Kitt Peak         | Spacewatch            | —         | MPC                           |
| 300253                | 2007 GP7   | 7 abr 2007  | Mount Lemmon      | Mount Lemmon Survey   | —         | MPC                           |
| 300254                | 2007 GH36  | 14 abr 2007 | Kitt Peak         | Spacewatch            | —         | MPC                           |
| 300255                | 2007 GT47  | 14 abr 2007 | Mount Lemmon      | Mount Lemmon Survey   | —         | MPC                           |
| 300256                | 2007 GV60  | 15 abr 2007 | Kitt Peak         | Spacewatch            | —         | MPC                           |
| 300257                | 2007 GV75  | 15 abr 2007 | Kitt Peak         | Spacewatch            | —         | MPC                           |
| 300258                | 2007 HT4   | 18 abr 2007 | Pises             | Pises Obs.            | —         | MPC                           |
| 300259                | 2007 HJ16  | 23 abr 2007 | Tiki              | S. F. Hönig, N. Teamo | —         | MPC                           |
| 300260                | 2007 HJ24  | 18 abr 2007 | Kitt Peak         | Spacewatch            | —         | MPC                           |
| 300261                | 2007 HS25  | 18 abr 2007 | Mount Lemmon      | Mount Lemmon Survey   | —         | MPC                           |
| 300262                | 2007 HQ31  | 19 abr 2007 | Kitt Peak         | Spacewatch            | —         | MPC                           |
| 300263                | 2007 HS32  | 19 abr 2007 | Kitt Peak         | Spacewatch            | —         | MPC                           |
| 300264                | 2007 HO35  | 19 abr 2007 | Mount Lemmon      | Mount Lemmon Survey   | —         | MPC                           |
| 300265                | 2007 HF81  | 25 abr 2007 | Mount Lemmon      | Mount Lemmon Survey   | —         | MPC                           |
| 300266                | 2007 HW88  | 22 abr 2007 | Kitt Peak         | Spacewatch            | —         | MPC                           |
| 300267                | 2007 JR2   | 7 mai 2007  | Lulin Observatory | LUSS                  | —         | MPC                           |
| 300268                | 2007 JK5   | 9 mai 2007  | Mount Lemmon      | Mount Lemmon Survey   | —         | MPC                           |
| 300269                | 2007 JE11  | 7 mai 2007  | Kitt Peak         | Spacewatch            | —         | MPC                           |
| 300270                | 2007 JZ16  | 7 mai 2007  | Kitt Peak         | Spacewatch            | —         | MPC                           |
| 300271                | 2007 JO26  | 9 mai 2007  | Kitt Peak         | Spacewatch            | —         | MPC                           |
| 300272                | 2007 JK28  | 10 mai 2007 | Kitt Peak         | Spacewatch            | —         | MPC                           |
| 300273                | 2007 JJ32  | 12 mai 2007 | Kitt Peak         | Spacewatch            | —         | MPC                           |
| 300274                | 2007 JB40  | 11 mai 2007 | Mount Lemmon      | Mount Lemmon Survey   | —         | MPC                           |
| 300275                | 2007 KR6   | 25 mai 2007 | Mount Lemmon      | Mount Lemmon Survey   | —         | MPC                           |
| 300276                | 2007 KG8   | 19 mai 2007 | Catalina          | CSS                   | —         | MPC                           |
| 300277                | 2007 LR    | 8 jun 2007  | Kitt Peak         | Spacewatch            | —         | MPC                           |
| 300278                | 2007 LA21  | 12 jun 2007 | Kitt Peak         | Spacewatch            | —         | MPC                           |
| 300279                | 2007 LU29  | 15 jun 2007 | Kitt Peak         | Spacewatch            | —         | MPC                           |
| 300280                | 2007 MU2   | 16 jun 2007 | Kitt Peak         | Spacewatch            | —         | MPC                           |
| 300281                | 2007 ME5   | 17 jun 2007 | Kitt Peak         | Spacewatch            | —         | MPC                           |
| 300282                | 2007 MF11  | 21 jun 2007 | Mount Lemmon      | Mount Lemmon Survey   | —         | MPC                           |
| 300283                | 2007 ML23  | 22 jun 2007 | Kitt Peak         | Spacewatch            | Mitidika  | MPC                           |
| 300284                | 2007 NX2   | 14 jul 2007 | Tiki              | S. F. Hönig, N. Teamo | —         | MPC                           |
| 300285                | 2007 OU3   | 20 jul 2007 | La Sagra          | Mallorca Obs.         | —         | MPC                           |
| 300286                | 2007 OV4   | 21 jul 2007 | Lulin             | LUSS                  | —         | MPC                           |
| 300287                | 2007 OA5   | 4 mar 2006  | Kitt Peak         | Spacewatch            | —         | MPC                           |
| 300288                | 2007 OX5   | 22 jul 2007 | Lulin             | LUSS                  | —         | MPC                           |
| 300289                | 2007 OM10  | 18 jul 2007 | Mount Lemmon      | Mount Lemmon Survey   | —         | MPC                           |
| 300290                | 2007 PL1   | 5 ago 2007  | Pla D'Arguines    | R. Ferrando           | —         | MPC                           |
| 300291                | 2007 PN3   | 6 ago 2007  | Lulin             | LUSS                  | —         | MPC                           |
| 300292                | 2007 PK6   | 6 ago 2007  | Reedy Creek       | J. Broughton          | —         | MPC                           |
| 300293                | 2007 PN6   | 7 ago 2007  | Reedy Creek       | J. Broughton          | —         | MPC                           |
| 300294                | 2007 PZ7   | 10 ago 2007 | Siding Spring     | SSS                   | —         | MPC                           |
| 300295                | 2007 PW8   | 6 ago 2007  | Dauban            | Chante-Perdrix Obs.   | —         | MPC                           |
| 300296                | 2007 PD10  | 8 ago 2007  | Socorro           | LINEAR                | —         | MPC                           |
| 300297                | 2007 PG10  | 9 ago 2007  | Socorro           | LINEAR                | —         | MPC                           |
| 300298                | 2007 PV11  | 8 ago 2007  | Socorro           | LINEAR                | —         | MPC                           |
| 300299                | 2007 PB12  | 11 ago 2007 | Socorro           | LINEAR                | —         | MPC                           |
| 300300                | 2007 PL12  | 6 ago 2007  | Lulin             | LUSS                  | Mitidika  | MPC                           |

## 300301–300400
| Designação            | Designação | Descoberta  | Descoberta       | Descobridor(es)       | Categoria | Mais informações / Referência |
| Permanente            | Provisória | Data        | Local            | Descobridor(es)       | Categoria | Mais informações / Referência |
| --------------------- | ---------- | ----------- | ---------------- | --------------------- | --------- | ----------------------------- |
| 300301                | 2007 PH15  | 8 ago 2007  | Socorro          | LINEAR                | Mitidika  | MPC                           |
| 300302                | 2007 PC16  | 8 ago 2007  | Socorro          | LINEAR                | —         | MPC                           |
| 300303                | 2007 PM18  | 9 ago 2007  | Socorro          | LINEAR                | —         | MPC                           |
| 300304                | 2007 PY18  | 9 ago 2007  | Socorro          | LINEAR                | —         | MPC                           |
| 300305                | 2007 PE19  | 9 ago 2007  | Socorro          | LINEAR                | —         | MPC                           |
| 300306                | 2007 PA20  | 9 ago 2007  | Socorro          | LINEAR                | —         | MPC                           |
| 300307                | 2007 PF21  | 9 ago 2007  | Socorro          | LINEAR                | —         | MPC                           |
| 300308                | 2007 PP22  | 11 ago 2007 | Socorro          | LINEAR                | —         | MPC                           |
| 300309                | 2007 PQ23  | 12 ago 2007 | Socorro          | LINEAR                | —         | MPC                           |
| 300310                | 2007 PL26  | 11 ago 2007 | Siding Spring    | SSS                   | —         | MPC                           |
| 300311                | 2007 PE27  | 9 ago 2007  | Palomar          | Palomar Obs.          | —         | MPC                           |
| 300312                | 2007 PR28  | 15 ago 2007 | Altschwendt      | W. Ries               | —         | MPC                           |
| 300313                | 2007 PA31  | 5 ago 2007  | Socorro          | LINEAR                | —         | MPC                           |
| 300314                | 2007 PL32  | 8 ago 2007  | Socorro          | LINEAR                | Mitidika  | MPC                           |
| 300315                | 2007 PE35  | 9 ago 2007  | Socorro          | LINEAR                | —         | MPC                           |
| 300316                | 2007 PA36  | 12 ago 2007 | Socorro          | LINEAR                | —         | MPC                           |
| 300317                | 2007 PT36  | 13 ago 2007 | Socorro          | LINEAR                | —         | MPC                           |
| 300318                | 2007 PN44  | 11 ago 2007 | Anderson Mesa    | LONEOS                | —         | MPC                           |
| 300319                | 2007 PE45  | 10 ago 2007 | Kitt Peak        | Spacewatch            | —         | MPC                           |
| 300320                | 2007 PW49  | 10 ago 2007 | Kitt Peak        | Spacewatch            | —         | MPC                           |
| 300321                | 2007 PK50  | 15 ago 2007 | Socorro          | LINEAR                | —         | MPC                           |
| 300322                | 2007 QH1   | 16 ago 2007 | Socorro          | LINEAR                | —         | MPC                           |
| 300323                | 2007 QW2   | 21 ago 2007 | Goodricke-Pigott | R. A. Tucker          | —         | MPC                           |
| 300324                | 2007 QZ2   | 21 ago 2007 | Hibiscus         | S. F. Hönig, N. Teamo | —         | MPC                           |
| 300325                | 2007 QL4   | 26 ago 2007 | Suno             | Suno Obs.             | —         | MPC                           |
| 300326                | 2007 QX5   | 21 ago 2007 | Anderson Mesa    | LONEOS                | —         | MPC                           |
| 300327                | 2007 QL6   | 21 ago 2007 | Anderson Mesa    | LONEOS                | —         | MPC                           |
| 300328                | 2007 QT6   | 21 ago 2007 | Anderson Mesa    | LONEOS                | —         | MPC                           |
| 300329                | 2007 QF9   | 22 ago 2007 | Socorro          | LINEAR                | —         | MPC                           |
| 300330                | 2007 RG7   | 6 set 2007  | Dauban           | Chante-Perdrix Obs.   | —         | MPC                           |
| 300331                | 2007 RP7   | 3 set 2007  | Catalina         | CSS                   | —         | MPC                           |
| 300332                | 2007 RL11  | 9 set 2007  | Marly            | P. Kocher             | —         | MPC                           |
| 300333                | 2007 RG15  | 12 set 2007 | Dauban           | Chante-Perdrix Obs.   | —         | MPC                           |
| 300334 Antonalexander | 2007 RF18  | 12 set 2007 | Rimbach          | M. König              | —         | MPC                           |
| 300335                | 2007 RK20  | 2 set 2007  | Catalina         | CSS                   | —         | MPC                           |
| 300336                | 2007 RN23  | 3 set 2007  | Catalina         | CSS                   | —         | MPC                           |
| 300337                | 2007 RZ27  | 4 set 2007  | Catalina         | CSS                   | —         | MPC                           |
| 300338                | 2007 RJ31  | 5 set 2007  | Catalina         | CSS                   | —         | MPC                           |
| 300339                | 2007 RW31  | 5 set 2007  | Catalina         | CSS                   | —         | MPC                           |
| 300340                | 2007 RF32  | 5 set 2007  | Catalina         | CSS                   | —         | MPC                           |
| 300341                | 2007 RT34  | 6 set 2007  | Anderson Mesa    | LONEOS                | —         | MPC                           |
| 300342                | 2007 RZ37  | 8 set 2007  | Anderson Mesa    | LONEOS                | —         | MPC                           |
| 300343                | 2007 RF41  | 9 set 2007  | Anderson Mesa    | LONEOS                | —         | MPC                           |
| 300344                | 2007 RJ42  | 9 set 2007  | Kitt Peak        | Spacewatch            | —         | MPC                           |
| 300345                | 2007 RG45  | 9 set 2007  | Kitt Peak        | Spacewatch            | —         | MPC                           |
| 300346                | 2007 RR47  | 9 set 2007  | Mount Lemmon     | Mount Lemmon Survey   | —         | MPC                           |
| 300347                | 2007 RV48  | 9 set 2007  | Mount Lemmon     | Mount Lemmon Survey   | —         | MPC                           |
| 300348                | 2007 RP49  | 9 set 2007  | Mount Lemmon     | Mount Lemmon Survey   | —         | MPC                           |
| 300349                | 2007 RR50  | 9 set 2007  | Kitt Peak        | Spacewatch            | —         | MPC                           |
| 300350                | 2007 RB52  | 9 set 2007  | Kitt Peak        | Spacewatch            | —         | MPC                           |
| 300351                | 2007 RH52  | 9 set 2007  | Kitt Peak        | Spacewatch            | —         | MPC                           |
| 300352                | 2007 RH55  | 30 set 2003 | Kitt Peak        | Spacewatch            | —         | MPC                           |
| 300353                | 2007 RG57  | 9 set 2007  | Kitt Peak        | Spacewatch            | —         | MPC                           |
| 300354                | 2007 RV57  | 9 set 2007  | Mount Lemmon     | Mount Lemmon Survey   | —         | MPC                           |
| 300355                | 2007 RP65  | 10 set 2007 | Mount Lemmon     | Mount Lemmon Survey   | Mitidika  | MPC                           |
| 300356                | 2007 RU68  | 10 set 2007 | Kitt Peak        | Spacewatch            | —         | MPC                           |
| 300357                | 2007 RM69  | 10 set 2007 | Kitt Peak        | Spacewatch            | —         | MPC                           |
| 300358                | 2007 RL76  | 10 set 2007 | Mount Lemmon     | Mount Lemmon Survey   | —         | MPC                           |
| 300359                | 2007 RY76  | 10 set 2007 | Mount Lemmon     | Mount Lemmon Survey   | —         | MPC                           |
| 300360                | 2007 RV86  | 10 set 2007 | Mount Lemmon     | Mount Lemmon Survey   | —         | MPC                           |
| 300361                | 2007 RO87  | 10 set 2007 | Mount Lemmon     | Mount Lemmon Survey   | Mitidika  | MPC                           |
| 300362                | 2007 RX89  | 10 set 2007 | Mount Lemmon     | Mount Lemmon Survey   | —         | MPC                           |
| 300363                | 2007 RM91  | 10 set 2007 | Mount Lemmon     | Mount Lemmon Survey   | Phocaea   | MPC                           |
| 300364                | 2007 RZ91  | 10 set 2007 | Mount Lemmon     | Mount Lemmon Survey   | —         | MPC                           |
| 300365                | 2007 RJ102 | 11 set 2007 | Catalina         | CSS                   | —         | MPC                           |
| 300366                | 2007 RO108 | 11 set 2007 | Kitt Peak        | Spacewatch            | —         | MPC                           |
| 300367                | 2007 RA109 | 11 set 2007 | Kitt Peak        | Spacewatch            | —         | MPC                           |
| 300368                | 2007 RN120 | 12 set 2007 | Catalina         | CSS                   | —         | MPC                           |
| 300369                | 2007 RO122 | 12 set 2007 | Mount Lemmon     | Mount Lemmon Survey   | Mitidika  | MPC                           |
| 300370                | 2007 RE126 | 12 set 2007 | Mount Lemmon     | Mount Lemmon Survey   | —         | MPC                           |
| 300371                | 2007 RS130 | 12 set 2007 | Mount Lemmon     | Mount Lemmon Survey   | —         | MPC                           |
| 300372                | 2007 RS134 | 12 set 2007 | Anderson Mesa    | LONEOS                | —         | MPC                           |
| 300373                | 2007 RH140 | 13 set 2007 | Socorro          | LINEAR                | —         | MPC                           |
| 300374                | 2007 RB141 | 13 set 2007 | Socorro          | LINEAR                | —         | MPC                           |
| 300375                | 2007 RR142 | 13 set 2007 | Socorro          | LINEAR                | —         | MPC                           |
| 300376                | 2007 RB145 | 14 set 2007 | Socorro          | LINEAR                | —         | MPC                           |
| 300377                | 2007 RM145 | 14 set 2007 | Socorro          | LINEAR                | —         | MPC                           |
| 300378                | 2007 RD146 | 15 set 2007 | Socorro          | LINEAR                | —         | MPC                           |
| 300379                | 2007 RX148 | 12 set 2007 | Catalina         | CSS                   | —         | MPC                           |
| 300380                | 2007 RQ150 | 15 set 2007 | Mount Lemmon     | Mount Lemmon Survey   | —         | MPC                           |
| 300381                | 2007 RV150 | 9 set 2007  | Anderson Mesa    | LONEOS                | —         | MPC                           |
| 300382                | 2007 RQ156 | 10 set 2007 | Mount Lemmon     | Mount Lemmon Survey   | Mitidika  | MPC                           |
| 300383                | 2007 RB158 | 12 set 2007 | Catalina         | CSS                   | —         | MPC                           |
| 300384                | 2007 RP158 | 12 set 2007 | Catalina         | CSS                   | —         | MPC                           |
| 300385                | 2007 RO164 | 10 set 2007 | Kitt Peak        | Spacewatch            | —         | MPC                           |
| 300386                | 2007 RK174 | 10 set 2007 | Kitt Peak        | Spacewatch            | —         | MPC                           |
| 300387                | 2007 RY195 | 13 set 2007 | Catalina         | CSS                   | —         | MPC                           |
| 300388                | 2007 RT196 | 13 set 2007 | Mount Lemmon     | Mount Lemmon Survey   | —         | MPC                           |
| 300389                | 2007 RL202 | 13 set 2007 | Kitt Peak        | Spacewatch            | —         | MPC                           |
| 300390                | 2007 RK208 | 10 set 2007 | Kitt Peak        | Spacewatch            | —         | MPC                           |
| 300391                | 2007 RB216 | 12 set 2007 | Kitt Peak        | Spacewatch            | —         | MPC                           |
| 300392                | 2007 RY217 | 13 set 2007 | Mount Lemmon     | Mount Lemmon Survey   | —         | MPC                           |
| 300393                | 2007 RS222 | 14 set 2007 | Mount Lemmon     | Mount Lemmon Survey   | —         | MPC                           |
| 300394                | 2007 RN226 | 10 set 2007 | Kitt Peak        | Spacewatch            | —         | MPC                           |
| 300395                | 2007 RG231 | 11 set 2007 | Mount Lemmon     | Mount Lemmon Survey   | —         | MPC                           |
| 300396                | 2007 RL240 | 14 set 2007 | Mount Lemmon     | Mount Lemmon Survey   | —         | MPC                           |
| 300397                | 2007 RA242 | 13 set 2007 | Socorro          | LINEAR                | Phocaea   | MPC                           |
| 300398                | 2007 RK253 | 13 set 2007 | Mount Lemmon     | Mount Lemmon Survey   | —         | MPC                           |
| 300399                | 2007 RW256 | 14 set 2007 | Kitt Peak        | Spacewatch            | —         | MPC                           |
| 300400                | 2007 RV258 | 14 set 2007 | Mount Lemmon     | Mount Lemmon Survey   | —         | MPC                           |

## 300401–300500
| Designação | Designação | Descoberta  | Descoberta        | Descobridor(es)     | Categoria | Mais informações / Referência |
| Permanente | Provisória | Data        | Local             | Descobridor(es)     | Categoria | Mais informações / Referência |
| ---------- | ---------- | ----------- | ----------------- | ------------------- | --------- | ----------------------------- |
| 300401     | 2007 RM259 | 1 ago 1998  | Caussols          | ODAS                | —         | MPC                           |
| 300402     | 2007 RF260 | 14 set 2007 | Mount Lemmon      | Mount Lemmon Survey | —         | MPC                           |
| 300403     | 2007 RM262 | 15 set 2007 | Kitt Peak         | Spacewatch          | —         | MPC                           |
| 300404     | 2007 RH271 | 15 set 2007 | Mount Lemmon      | Mount Lemmon Survey | —         | MPC                           |
| 300405     | 2007 RD277 | 5 set 2007  | Anderson Mesa     | LONEOS              | —         | MPC                           |
| 300406     | 2007 RF281 | 13 set 2007 | Catalina          | CSS                 | —         | MPC                           |
| 300407     | 2007 RN284 | 11 set 2007 | Mount Lemmon      | Mount Lemmon Survey | —         | MPC                           |
| 300408     | 2007 RW284 | 12 set 2007 | Mount Lemmon      | Mount Lemmon Survey | —         | MPC                           |
| 300409     | 2007 RG287 | 9 set 2007  | Mount Lemmon      | Mount Lemmon Survey | —         | MPC                           |
| 300410     | 2007 RO287 | 9 set 2007  | Mount Lemmon      | Mount Lemmon Survey | —         | MPC                           |
| 300411     | 2007 RK288 | 12 set 2007 | Catalina          | CSS                 | —         | MPC                           |
| 300412     | 2007 RQ290 | 10 set 2007 | Mount Lemmon      | Mount Lemmon Survey | —         | MPC                           |
| 300413     | 2007 RY295 | 15 set 2007 | Mount Lemmon      | Mount Lemmon Survey | —         | MPC                           |
| 300414     | 2007 RC296 | 9 set 2007  | Mount Lemmon      | Mount Lemmon Survey | —         | MPC                           |
| 300415     | 2007 RW296 | 15 set 2007 | Mount Lemmon      | Mount Lemmon Survey | —         | MPC                           |
| 300416     | 2007 RN298 | 10 set 2007 | Kitt Peak         | Spacewatch          | —         | MPC                           |
| 300417     | 2007 RK314 | 15 set 2007 | Anderson Mesa     | LONEOS              | —         | MPC                           |
| 300418     | 2007 RQ318 | 11 set 2007 | Kitt Peak         | Spacewatch          | —         | MPC                           |
| 300419     | 2007 RO321 | 14 set 2007 | Socorro           | LINEAR              | Phocaea   | MPC                           |
| 300420     | 2007 SN5   | 11 set 2007 | Catalina          | CSS                 | —         | MPC                           |
| 300421     | 2007 SD15  | 21 set 2007 | Purple Mountain   | PMO NEO             | —         | MPC                           |
| 300422     | 2007 SH16  | 30 set 2007 | Kitt Peak         | Spacewatch          | —         | MPC                           |
| 300423     | 2007 SH19  | 18 set 2007 | Mount Lemmon      | Mount Lemmon Survey | —         | MPC                           |
| 300424     | 2007 SG20  | 25 set 2007 | Mount Lemmon      | Mount Lemmon Survey | —         | MPC                           |
| 300425     | 2007 TA4   | 5 out 2007  | Pla D'Arguines    | R. Ferrando         | —         | MPC                           |
| 300426     | 2007 TM5   | 3 out 2007  | Hibiscus          | N. Teamo            | —         | MPC                           |
| 300427     | 2007 TW8   | 6 out 2007  | Bergisch Gladbach | W. Bickel           | —         | MPC                           |
| 300428     | 2007 TX11  | 6 out 2007  | Socorro           | LINEAR              | —         | MPC                           |
| 300429     | 2007 TN12  | 6 out 2007  | Socorro           | LINEAR              | —         | MPC                           |
| 300430     | 2007 TC16  | 6 out 2007  | Charleston        | ARO                 | —         | MPC                           |
| 300431     | 2007 TP16  | 4 out 2007  | Catalina          | CSS                 | —         | MPC                           |
| 300432     | 2007 TT17  | 7 out 2007  | Dauban            | Chante-Perdrix Obs. | —         | MPC                           |
| 300433     | 2007 TX21  | 7 out 2007  | Kitt Peak         | Spacewatch          | —         | MPC                           |
| 300434     | 2007 TR28  | 4 out 2007  | Kitt Peak         | Spacewatch          | —         | MPC                           |
| 300435     | 2007 TT32  | 6 out 2007  | Kitt Peak         | Spacewatch          | Mitidika  | MPC                           |
| 300436     | 2007 TF34  | 6 out 2007  | Kitt Peak         | Spacewatch          | —         | MPC                           |
| 300437     | 2007 TM34  | 6 out 2007  | Kitt Peak         | Spacewatch          | —         | MPC                           |
| 300438     | 2007 TX38  | 6 out 2007  | Kitt Peak         | Spacewatch          | —         | MPC                           |
| 300439     | 2007 TH39  | 13 set 2007 | Mount Lemmon      | Mount Lemmon Survey | —         | MPC                           |
| 300440     | 2007 TG42  | 7 out 2007  | Mount Lemmon      | Mount Lemmon Survey | —         | MPC                           |
| 300441     | 2007 TO43  | 7 out 2007  | Mount Lemmon      | Mount Lemmon Survey | —         | MPC                           |
| 300442     | 2007 TQ43  | 7 out 2007  | Mount Lemmon      | Mount Lemmon Survey | —         | MPC                           |
| 300443     | 2007 TR47  | 4 out 2007  | Kitt Peak         | Spacewatch          | —         | MPC                           |
| 300444     | 2007 TQ50  | 4 out 2007  | Kitt Peak         | Spacewatch          | —         | MPC                           |
| 300445     | 2007 TP53  | 4 out 2007  | Kitt Peak         | Spacewatch          | —         | MPC                           |
| 300446     | 2007 TK54  | 4 out 2007  | Kitt Peak         | Spacewatch          | Meliboea  | MPC                           |
| 300447     | 2007 TV54  | 4 out 2007  | Kitt Peak         | Spacewatch          | —         | MPC                           |
| 300448     | 2007 TO55  | 4 out 2007  | Kitt Peak         | Spacewatch          | —         | MPC                           |
| 300449     | 2007 TW59  | 5 out 2007  | Kitt Peak         | Spacewatch          | —         | MPC                           |
| 300450     | 2007 TJ63  | 7 out 2007  | Mount Lemmon      | Mount Lemmon Survey | —         | MPC                           |
| 300451     | 2007 TA68  | 10 out 2007 | Goodricke-Pigott  | R. A. Tucker        | —         | MPC                           |
| 300452     | 2007 TY70  | 13 out 2007 | Goodricke-Pigott  | R. A. Tucker        | —         | MPC                           |
| 300453     | 2007 TF74  | 8 out 2007  | Catalina          | CSS                 | —         | MPC                           |
| 300454     | 2007 TM74  | 13 out 2007 | Goodricke-Pigott  | R. A. Tucker        | —         | MPC                           |
| 300455     | 2007 TM77  | 5 out 2007  | Kitt Peak         | Spacewatch          | —         | MPC                           |
| 300456     | 2007 TQ77  | 5 out 2007  | Kitt Peak         | Spacewatch          | —         | MPC                           |
| 300457     | 2007 TE79  | 5 out 2007  | Kitt Peak         | Spacewatch          | —         | MPC                           |
| 300458     | 2007 TW81  | 7 out 2007  | Mount Lemmon      | Mount Lemmon Survey | —         | MPC                           |
| 300459     | 2007 TB83  | 8 out 2007  | Mount Lemmon      | Mount Lemmon Survey | —         | MPC                           |
| 300460     | 2007 TC86  | 8 out 2007  | Mount Lemmon      | Mount Lemmon Survey | —         | MPC                           |
| 300461     | 2007 TH86  | 8 out 2007  | Catalina          | CSS                 | —         | MPC                           |
| 300462     | 2007 TK86  | 8 out 2007  | Mount Lemmon      | Mount Lemmon Survey | —         | MPC                           |
| 300463     | 2007 TL86  | 8 out 2007  | Mount Lemmon      | Mount Lemmon Survey | —         | MPC                           |
| 300464     | 2007 TG87  | 8 out 2007  | Mount Lemmon      | Mount Lemmon Survey | —         | MPC                           |
| 300465     | 2007 TN94  | 7 out 2007  | Catalina          | CSS                 | —         | MPC                           |
| 300466     | 2007 TC97  | 8 out 2007  | Mount Lemmon      | Mount Lemmon Survey | —         | MPC                           |
| 300467     | 2007 TW98  | 8 out 2007  | Mount Lemmon      | Mount Lemmon Survey | —         | MPC                           |
| 300468     | 2007 TP107 | 4 out 2007  | Kitt Peak         | Spacewatch          | —         | MPC                           |
| 300469     | 2007 TQ107 | 4 out 2007  | Catalina          | CSS                 | —         | MPC                           |
| 300470     | 2007 TN112 | 8 out 2007  | Catalina          | CSS                 | —         | MPC                           |
| 300471     | 2007 TR113 | 8 out 2007  | Anderson Mesa     | LONEOS              | —         | MPC                           |
| 300472     | 2007 TE114 | 8 out 2007  | Catalina          | CSS                 | Phocaea   | MPC                           |
| 300473     | 2007 TK114 | 8 out 2007  | Catalina          | CSS                 | —         | MPC                           |
| 300474     | 2007 TW114 | 8 out 2007  | Kitt Peak         | Spacewatch          | —         | MPC                           |
| 300475     | 2007 TO116 | 9 out 2007  | Kitt Peak         | Spacewatch          | —         | MPC                           |
| 300476     | 2007 TG117 | 9 out 2007  | Kitt Peak         | Spacewatch          | —         | MPC                           |
| 300477     | 2007 TV119 | 9 out 2007  | Mount Lemmon      | Mount Lemmon Survey | Eos       | MPC                           |
| 300478     | 2007 TT120 | 4 out 2007  | Kitt Peak         | Spacewatch          | —         | MPC                           |
| 300479     | 2007 TG123 | 6 out 2007  | Kitt Peak         | Spacewatch          | Phocaea   | MPC                           |
| 300480     | 2007 TH125 | 6 out 2007  | Kitt Peak         | Spacewatch          | —         | MPC                           |
| 300481     | 2007 TA126 | 6 out 2007  | Kitt Peak         | Spacewatch          | —         | MPC                           |
| 300482     | 2007 TB126 | 6 out 2007  | Kitt Peak         | Spacewatch          | —         | MPC                           |
| 300483     | 2007 TC127 | 6 out 2007  | Kitt Peak         | Spacewatch          | —         | MPC                           |
| 300484     | 2007 TV127 | 6 out 2007  | Kitt Peak         | Spacewatch          | —         | MPC                           |
| 300485     | 2007 TK129 | 6 out 2007  | Kitt Peak         | Spacewatch          | —         | MPC                           |
| 300486     | 2007 TK130 | 6 out 2007  | Purple Mountain   | PMO NEO             | —         | MPC                           |
| 300487     | 2007 TT131 | 7 out 2007  | Mount Lemmon      | Mount Lemmon Survey | —         | MPC                           |
| 300488     | 2007 TZ132 | 7 out 2007  | Mount Lemmon      | Mount Lemmon Survey | —         | MPC                           |
| 300489     | 2007 TJ133 | 7 out 2007  | Mount Lemmon      | Mount Lemmon Survey | —         | MPC                           |
| 300490     | 2007 TZ134 | 8 out 2007  | Kitt Peak         | Spacewatch          | —         | MPC                           |
| 300491     | 2007 TQ142 | 13 out 2007 | Dauban            | Chante-Perdrix Obs. | —         | MPC                           |
| 300492     | 2007 TE143 | 9 out 2007  | Purple Mountain   | PMO NEO             | —         | MPC                           |
| 300493     | 2007 TF145 | 6 out 2007  | Socorro           | LINEAR              | —         | MPC                           |
| 300494     | 2007 TK153 | 9 out 2007  | Socorro           | LINEAR              | —         | MPC                           |
| 300495     | 2007 TE155 | 9 out 2007  | Socorro           | LINEAR              | —         | MPC                           |
| 300496     | 2007 TL155 | 9 out 2007  | Socorro           | LINEAR              | —         | MPC                           |
| 300497     | 2007 TW157 | 9 out 2007  | Socorro           | LINEAR              | —         | MPC                           |
| 300498     | 2007 TM158 | 9 out 2007  | Socorro           | LINEAR              | —         | MPC                           |
| 300499     | 2007 TU158 | 9 out 2007  | Socorro           | LINEAR              | —         | MPC                           |
| 300500     | 2007 TO160 | 9 out 2007  | Socorro           | LINEAR              | —         | MPC                           |

## 300501–300600
| Designação | Designação | Descoberta  | Descoberta      | Descobridor(es)     | Categoria | Mais informações / Referência |
| Permanente | Provisória | Data        | Local           | Descobridor(es)     | Categoria | Mais informações / Referência |
| ---------- | ---------- | ----------- | --------------- | ------------------- | --------- | ----------------------------- |
| 300501     | 2007 TN161 | 4 out 2007  | Catalina        | CSS                 | —         | MPC                           |
| 300502     | 2007 TW161 | 11 out 2007 | Socorro         | LINEAR              | —         | MPC                           |
| 300503     | 2007 TB165 | 11 out 2007 | Socorro         | LINEAR              | —         | MPC                           |
| 300504     | 2007 TW165 | 11 out 2007 | Socorro         | LINEAR              | —         | MPC                           |
| 300505     | 2007 TJ172 | 13 out 2007 | Socorro         | LINEAR              | —         | MPC                           |
| 300506     | 2007 TH173 | 4 out 2007  | Kitt Peak       | Spacewatch          | —         | MPC                           |
| 300507     | 2007 TJ174 | 4 out 2007  | Kitt Peak       | Spacewatch          | —         | MPC                           |
| 300508     | 2007 TV175 | 4 out 2007  | Purple Mountain | PMO NEO             | —         | MPC                           |
| 300509     | 2007 TG178 | 6 out 2007  | Purple Mountain | PMO NEO             | Phocaea   | MPC                           |
| 300510     | 2007 TZ182 | 8 out 2007  | Mount Lemmon    | Mount Lemmon Survey | —         | MPC                           |
| 300511     | 2007 TP183 | 9 out 2007  | Kitt Peak       | Spacewatch          | —         | MPC                           |
| 300512     | 2007 TH186 | 13 out 2007 | Socorro         | LINEAR              | —         | MPC                           |
| 300513     | 2007 TJ186 | 13 out 2007 | Socorro         | LINEAR              | —         | MPC                           |
| 300514     | 2007 TU187 | 14 out 2007 | Socorro         | LINEAR              | —         | MPC                           |
| 300515     | 2007 TF190 | 4 out 2007  | Mount Lemmon    | Mount Lemmon Survey | —         | MPC                           |
| 300516     | 2007 TG193 | 6 out 2007  | Kitt Peak       | Spacewatch          | Phocaea   | MPC                           |
| 300517     | 2007 TH196 | 7 out 2007  | Mount Lemmon    | Mount Lemmon Survey | —         | MPC                           |
| 300518     | 2007 TD205 | 8 out 2007  | Mount Lemmon    | Mount Lemmon Survey | —         | MPC                           |
| 300519     | 2007 TK210 | 5 out 2007  | Kitt Peak       | Spacewatch          | —         | MPC                           |
| 300520     | 2007 TW212 | 7 out 2007  | Kitt Peak       | Spacewatch          | —         | MPC                           |
| 300521     | 2007 TA213 | 7 out 2007  | Kitt Peak       | Spacewatch          | —         | MPC                           |
| 300522     | 2007 TV213 | 7 out 2007  | Kitt Peak       | Spacewatch          | —         | MPC                           |
| 300523     | 2007 TH214 | 7 out 2007  | Kitt Peak       | Spacewatch          | —         | MPC                           |
| 300524     | 2007 TX214 | 7 out 2007  | Kitt Peak       | Spacewatch          | —         | MPC                           |
| 300525     | 2007 TZ214 | 7 out 2007  | Kitt Peak       | Spacewatch          | —         | MPC                           |
| 300526     | 2007 TS215 | 7 out 2007  | Kitt Peak       | Spacewatch          | —         | MPC                           |
| 300527     | 2007 TA221 | 9 out 2007  | Mount Lemmon    | Mount Lemmon Survey | —         | MPC                           |
| 300528     | 2007 TY222 | 10 out 2007 | Kitt Peak       | Spacewatch          | —         | MPC                           |
| 300529     | 2007 TH225 | 4 out 2007  | Kitt Peak       | Spacewatch          | —         | MPC                           |
| 300530     | 2007 TB226 | 8 out 2007  | Kitt Peak       | Spacewatch          | —         | MPC                           |
| 300531     | 2007 TN226 | 8 out 2007  | Kitt Peak       | Spacewatch          | —         | MPC                           |
| 300532     | 2007 TA228 | 8 out 2007  | Kitt Peak       | Spacewatch          | —         | MPC                           |
| 300533     | 2007 TO230 | 8 out 2007  | Kitt Peak       | Spacewatch          | —         | MPC                           |
| 300534     | 2007 TB237 | 9 out 2007  | Mount Lemmon    | Mount Lemmon Survey | —         | MPC                           |
| 300535     | 2007 TC238 | 10 out 2007 | Kitt Peak       | Spacewatch          | —         | MPC                           |
| 300536     | 2007 TZ238 | 10 out 2007 | Mount Lemmon    | Mount Lemmon Survey | —         | MPC                           |
| 300537     | 2007 TZ243 | 8 out 2007  | Catalina        | CSS                 | —         | MPC                           |
| 300538     | 2007 TQ244 | 8 out 2007  | Catalina        | CSS                 | —         | MPC                           |
| 300539     | 2007 TP246 | 9 out 2007  | Catalina        | CSS                 | —         | MPC                           |
| 300540     | 2007 TD253 | 8 out 2007  | Mount Lemmon    | Mount Lemmon Survey | —         | MPC                           |
| 300541     | 2007 TW255 | 10 out 2007 | Kitt Peak       | Spacewatch          | —         | MPC                           |
| 300542     | 2007 TQ257 | 10 out 2007 | Kitt Peak       | Spacewatch          | —         | MPC                           |
| 300543     | 2007 TU260 | 10 out 2007 | Kitt Peak       | Spacewatch          | —         | MPC                           |
| 300544     | 2007 TL261 | 10 out 2007 | Kitt Peak       | Spacewatch          | —         | MPC                           |
| 300545     | 2007 TK262 | 10 out 2007 | Kitt Peak       | Spacewatch          | —         | MPC                           |
| 300546     | 2007 TB263 | 10 out 2007 | Kitt Peak       | Spacewatch          | —         | MPC                           |
| 300547     | 2007 TD263 | 10 out 2007 | Kitt Peak       | Spacewatch          | —         | MPC                           |
| 300548     | 2007 TN266 | 9 out 2007  | Kitt Peak       | Spacewatch          | —         | MPC                           |
| 300549     | 2007 TS266 | 9 out 2007  | Kitt Peak       | Spacewatch          | —         | MPC                           |
| 300550     | 2007 TJ270 | 9 out 2007  | Kitt Peak       | Spacewatch          | Phocaea   | MPC                           |
| 300551     | 2007 TL271 | 9 out 2007  | Kitt Peak       | Spacewatch          | —         | MPC                           |
| 300552     | 2007 TP272 | 9 out 2007  | Kitt Peak       | Spacewatch          | —         | MPC                           |
| 300553     | 2007 TT272 | 9 out 2007  | Kitt Peak       | Spacewatch          | —         | MPC                           |
| 300554     | 2007 TC276 | 11 out 2007 | Mount Lemmon    | Mount Lemmon Survey | —         | MPC                           |
| 300555     | 2007 TA293 | 8 out 2007  | Mount Lemmon    | Mount Lemmon Survey | —         | MPC                           |
| 300556     | 2007 TN296 | 10 out 2007 | Mount Lemmon    | Mount Lemmon Survey | —         | MPC                           |
| 300557     | 2007 TC298 | 11 out 2007 | Mount Lemmon    | Mount Lemmon Survey | —         | MPC                           |
| 300558     | 2007 TB299 | 12 out 2007 | Kitt Peak       | Spacewatch          | —         | MPC                           |
| 300559     | 2007 TT302 | 12 out 2007 | Kitt Peak       | Spacewatch          | —         | MPC                           |
| 300560     | 2007 TQ319 | 12 out 2007 | Kitt Peak       | Spacewatch          | —         | MPC                           |
| 300561     | 2007 TH320 | 13 out 2007 | Catalina        | CSS                 | —         | MPC                           |
| 300562     | 2007 TS326 | 11 out 2007 | Kitt Peak       | Spacewatch          | —         | MPC                           |
| 300563     | 2007 TF327 | 11 out 2007 | Kitt Peak       | Spacewatch          | —         | MPC                           |
| 300564     | 2007 TO327 | 11 out 2007 | Kitt Peak       | Spacewatch          | —         | MPC                           |
| 300565     | 2007 TG331 | 11 out 2007 | Kitt Peak       | Spacewatch          | —         | MPC                           |
| 300566     | 2007 TU331 | 11 out 2007 | Kitt Peak       | Spacewatch          | —         | MPC                           |
| 300567     | 2007 TU333 | 11 out 2007 | Kitt Peak       | Spacewatch          | —         | MPC                           |
| 300568     | 2007 TS336 | 12 out 2007 | Kitt Peak       | Spacewatch          | —         | MPC                           |
| 300569     | 2007 TP337 | 13 out 2007 | Catalina        | CSS                 | —         | MPC                           |
| 300570     | 2007 TA338 | 13 out 2007 | Catalina        | CSS                 | —         | MPC                           |
| 300571     | 2007 TH342 | 9 out 2007  | Mount Lemmon    | Mount Lemmon Survey | —         | MPC                           |
| 300572     | 2007 TG344 | 10 out 2007 | Mount Lemmon    | Mount Lemmon Survey | —         | MPC                           |
| 300573     | 2007 TX353 | 10 out 2007 | Kitt Peak       | Spacewatch          | —         | MPC                           |
| 300574     | 2007 TM360 | 14 out 2007 | Mount Lemmon    | Mount Lemmon Survey | —         | MPC                           |
| 300575     | 2007 TG361 | 14 out 2007 | Mount Lemmon    | Mount Lemmon Survey | —         | MPC                           |
| 300576     | 2007 TB363 | 14 out 2007 | Mount Lemmon    | Mount Lemmon Survey | —         | MPC                           |
| 300577     | 2007 TA367 | 9 out 2007  | Kitt Peak       | Spacewatch          | —         | MPC                           |
| 300578     | 2007 TF367 | 10 out 2007 | Mount Lemmon    | Mount Lemmon Survey | —         | MPC                           |
| 300579     | 2007 TG368 | 10 out 2007 | Mount Lemmon    | Mount Lemmon Survey | —         | MPC                           |
| 300580     | 2007 TA371 | 12 out 2007 | Mount Lemmon    | Mount Lemmon Survey | —         | MPC                           |
| 300581     | 2007 TD372 | 13 out 2007 | Mount Lemmon    | Mount Lemmon Survey | —         | MPC                           |
| 300582     | 2007 TT373 | 14 out 2007 | Kitt Peak       | Spacewatch          | Phocaea   | MPC                           |
| 300583     | 2007 TM385 | 15 out 2007 | Catalina        | CSS                 | —         | MPC                           |
| 300584     | 2007 TC386 | 15 out 2007 | Catalina        | CSS                 | Phocaea   | MPC                           |
| 300585     | 2007 TL388 | 13 out 2007 | Mount Lemmon    | Mount Lemmon Survey | —         | MPC                           |
| 300586     | 2007 TW388 | 13 out 2007 | Catalina        | CSS                 | —         | MPC                           |
| 300587     | 2007 TJ393 | 13 out 2007 | Kitt Peak       | Spacewatch          | —         | MPC                           |
| 300588     | 2007 TD398 | 15 out 2007 | Kitt Peak       | Spacewatch          | —         | MPC                           |
| 300589     | 2007 TQ398 | 15 out 2007 | Mount Lemmon    | Mount Lemmon Survey | —         | MPC                           |
| 300590     | 2007 TE404 | 15 out 2007 | Kitt Peak       | Spacewatch          | —         | MPC                           |
| 300591     | 2007 TA405 | 15 out 2007 | Kitt Peak       | Spacewatch          | —         | MPC                           |
| 300592     | 2007 TM411 | 13 out 2007 | Catalina        | CSS                 | Phocaea   | MPC                           |
| 300593     | 2007 TF412 | 14 out 2007 | Catalina        | CSS                 | —         | MPC                           |
| 300594     | 2007 TN418 | 4 out 2007  | Kitt Peak       | Spacewatch          | —         | MPC                           |
| 300595     | 2007 TK419 | 13 out 2007 | Kitt Peak       | Spacewatch          | —         | MPC                           |
| 300596     | 2007 TN419 | 14 out 2007 | Mount Lemmon    | Mount Lemmon Survey | —         | MPC                           |
| 300597     | 2007 TD421 | 11 out 2007 | Catalina        | CSS                 | —         | MPC                           |
| 300598     | 2007 TA426 | 9 out 2007  | Kitt Peak       | Spacewatch          | —         | MPC                           |
| 300599     | 2007 TW430 | 15 out 2007 | Mount Lemmon    | Mount Lemmon Survey | Maria     | MPC                           |
| 300600     | 2007 TX430 | 15 out 2007 | Mount Lemmon    | Mount Lemmon Survey | —         | MPC                           |

## 300601–300700
| Designação | Designação | Descoberta  | Descoberta      | Descobridor(es)     | Categoria | Mais informações / Referência |
| Permanente | Provisória | Data        | Local           | Descobridor(es)     | Categoria | Mais informações / Referência |
| ---------- | ---------- | ----------- | --------------- | ------------------- | --------- | ----------------------------- |
| 300601     | 2007 TO432 | 6 out 2007  | Kitt Peak       | Spacewatch          | —         | MPC                           |
| 300602     | 2007 TE434 | 7 out 2007  | Kitt Peak       | Spacewatch          | —         | MPC                           |
| 300603     | 2007 TB435 | 9 out 2007  | Catalina        | CSS                 | —         | MPC                           |
| 300604     | 2007 TJ436 | 4 out 2007  | Catalina        | CSS                 | —         | MPC                           |
| 300605     | 2007 TF438 | 4 out 2007  | Kitt Peak       | Spacewatch          | —         | MPC                           |
| 300606     | 2007 TO439 | 4 out 2007  | Kitt Peak       | Spacewatch          | —         | MPC                           |
| 300607     | 2007 TA441 | 10 out 2007 | Catalina        | CSS                 | —         | MPC                           |
| 300608     | 2007 TT441 | 8 out 2007  | Kitt Peak       | Spacewatch          | —         | MPC                           |
| 300609     | 2007 TE445 | 12 out 2007 | Socorro         | LINEAR              | —         | MPC                           |
| 300610     | 2007 TP448 | 8 out 2007  | Mount Lemmon    | Mount Lemmon Survey | —         | MPC                           |
| 300611     | 2007 TB452 | 14 out 2007 | Mount Lemmon    | Mount Lemmon Survey | —         | MPC                           |
| 300612     | 2007 UJ1   | 16 out 2007 | Bisei SG Center | BATTeRS             | —         | MPC                           |
| 300613     | 2007 UP5   | 20 out 2007 | Bisei SG Center | BATTeRS             | —         | MPC                           |
| 300614     | 2007 UL9   | 17 out 2007 | Anderson Mesa   | LONEOS              | —         | MPC                           |
| 300615     | 2007 UJ11  | 19 out 2007 | Socorro         | LINEAR              | —         | MPC                           |
| 300616     | 2007 UU11  | 19 out 2007 | Socorro         | LINEAR              | —         | MPC                           |
| 300617     | 2007 UV11  | 19 out 2007 | Socorro         | LINEAR              | —         | MPC                           |
| 300618     | 2007 UA16  | 18 out 2007 | Mount Lemmon    | Mount Lemmon Survey | —         | MPC                           |
| 300619     | 2007 UL20  | 18 out 2007 | Mount Lemmon    | Mount Lemmon Survey | —         | MPC                           |
| 300620     | 2007 US22  | 16 out 2007 | Kitt Peak       | Spacewatch          | —         | MPC                           |
| 300621     | 2007 UL26  | 19 out 2007 | Anderson Mesa   | LONEOS              | —         | MPC                           |
| 300622     | 2007 UW28  | 17 out 2007 | Mount Lemmon    | Mount Lemmon Survey | —         | MPC                           |
| 300623     | 2007 UG33  | 16 out 2007 | Catalina        | CSS                 | —         | MPC                           |
| 300624     | 2007 UR33  | 16 out 2007 | Catalina        | CSS                 | —         | MPC                           |
| 300625     | 2007 UW36  | 19 out 2007 | Catalina        | CSS                 | —         | MPC                           |
| 300626     | 2007 UR37  | 17 mar 2005 | Kitt Peak       | Spacewatch          | —         | MPC                           |
| 300627     | 2007 UE38  | 10 set 2007 | Mount Lemmon    | Mount Lemmon Survey | —         | MPC                           |
| 300628     | 2007 UX39  | 20 out 2007 | Mount Lemmon    | Mount Lemmon Survey | —         | MPC                           |
| 300629     | 2007 UE41  | 16 out 2007 | Kitt Peak       | Spacewatch          | —         | MPC                           |
| 300630     | 2007 UJ42  | 11 jan 2000 | Kitt Peak       | Spacewatch          | —         | MPC                           |
| 300631     | 2007 UM43  | 18 out 2007 | Kitt Peak       | Spacewatch          | —         | MPC                           |
| 300632     | 2007 UB47  | 20 out 2007 | Catalina        | CSS                 | —         | MPC                           |
| 300633     | 2007 UO47  | 19 out 2007 | Anderson Mesa   | LONEOS              | —         | MPC                           |
| 300634     | 2007 UT47  | 19 out 2007 | Lulin           | LUSS                | —         | MPC                           |
| 300635     | 2007 UN54  | 30 out 2007 | Kitt Peak       | Spacewatch          | —         | MPC                           |
| 300636     | 2007 UT55  | 30 out 2007 | Kitt Peak       | Spacewatch          | —         | MPC                           |
| 300637     | 2007 UZ55  | 30 out 2007 | Kitt Peak       | Spacewatch          | —         | MPC                           |
| 300638     | 2007 UA59  | 30 out 2007 | Mount Lemmon    | Mount Lemmon Survey | —         | MPC                           |
| 300639     | 2007 UG59  | 30 out 2007 | Mount Lemmon    | Mount Lemmon Survey | —         | MPC                           |
| 300640     | 2007 UU59  | 30 out 2007 | Mount Lemmon    | Mount Lemmon Survey | —         | MPC                           |
| 300641     | 2007 UM60  | 30 out 2007 | Mount Lemmon    | Mount Lemmon Survey | —         | MPC                           |
| 300642     | 2007 UQ60  | 30 out 2007 | Mount Lemmon    | Mount Lemmon Survey | —         | MPC                           |
| 300643     | 2007 UQ65  | 31 out 2007 | Cordell-Lorenz  | Cordell–Lorenz Obs. | —         | MPC                           |
| 300644     | 2007 UK75  | 31 out 2007 | Kitt Peak       | Spacewatch          | —         | MPC                           |
| 300645     | 2007 UQ76  | 31 out 2007 | Mount Lemmon    | Mount Lemmon Survey | —         | MPC                           |
| 300646     | 2007 UV81  | 30 out 2007 | Kitt Peak       | Spacewatch          | —         | MPC                           |
| 300647     | 2007 UE82  | 30 out 2007 | Kitt Peak       | Spacewatch          | —         | MPC                           |
| 300648     | 2007 UH83  | 30 out 2007 | Kitt Peak       | Spacewatch          | —         | MPC                           |
| 300649     | 2007 UJ84  | 30 out 2007 | Kitt Peak       | Spacewatch          | —         | MPC                           |
| 300650     | 2007 UW84  | 30 out 2007 | Kitt Peak       | Spacewatch          | —         | MPC                           |
| 300651     | 2007 UC85  | 30 out 2007 | Kitt Peak       | Spacewatch          | —         | MPC                           |
| 300652     | 2007 UY87  | 30 out 2007 | Kitt Peak       | Spacewatch          | —         | MPC                           |
| 300653     | 2007 UZ88  | 30 out 2007 | Mount Lemmon    | Mount Lemmon Survey | Themis    | MPC                           |
| 300654     | 2007 UV99  | 30 out 2007 | Kitt Peak       | Spacewatch          | —         | MPC                           |
| 300655     | 2007 UA102 | 30 out 2007 | Kitt Peak       | Spacewatch          | —         | MPC                           |
| 300656     | 2007 UX107 | 30 out 2007 | Kitt Peak       | Spacewatch          | —         | MPC                           |
| 300657     | 2007 UL108 | 30 out 2007 | Kitt Peak       | Spacewatch          | —         | MPC                           |
| 300658     | 2007 UQ118 | 31 out 2007 | Mount Lemmon    | Mount Lemmon Survey | —         | MPC                           |
| 300659     | 2007 UV122 | 30 out 2007 | Kitt Peak       | Spacewatch          | —         | MPC                           |
| 300660     | 2007 UW123 | 31 out 2007 | Catalina        | CSS                 | —         | MPC                           |
| 300661     | 2007 UQ125 | 18 out 2007 | Mount Lemmon    | Mount Lemmon Survey | —         | MPC                           |
| 300662     | 2007 UR125 | 19 out 2007 | Catalina        | CSS                 | —         | MPC                           |
| 300663     | 2007 UL129 | 24 out 2007 | Mount Lemmon    | Mount Lemmon Survey | —         | MPC                           |
| 300664     | 2007 UO129 | 30 out 2007 | Kitt Peak       | Spacewatch          | —         | MPC                           |
| 300665     | 2007 UM130 | 19 out 2007 | Anderson Mesa   | LONEOS              | —         | MPC                           |
| 300666     | 2007 UV137 | 18 out 2007 | Kitt Peak       | Spacewatch          | —         | MPC                           |
| 300667     | 2007 UX138 | 21 out 2007 | Mount Lemmon    | Mount Lemmon Survey | —         | MPC                           |
| 300668     | 2007 UP140 | 18 out 2007 | Kitt Peak       | Spacewatch          | —         | MPC                           |
| 300669     | 2007 VM5   | 3 nov 2007  | Majorca         | Mallorca Obs.       | Phocaea   | MPC                           |
| 300670     | 2007 VQ5   | 4 nov 2007  | Dauban          | Chante-Perdrix Obs. | —         | MPC                           |
| 300671     | 2007 VE7   | 1 nov 2007  | Kitt Peak       | Spacewatch          | —         | MPC                           |
| 300672     | 2007 VH11  | 2 nov 2007  | Mount Lemmon    | Mount Lemmon Survey | —         | MPC                           |
| 300673     | 2007 VZ11  | 5 nov 2007  | Purple Mountain | PMO NEO             | —         | MPC                           |
| 300674     | 2007 VL12  | 1 nov 2007  | Kitt Peak       | Spacewatch          | —         | MPC                           |
| 300675     | 2007 VJ13  | 1 nov 2007  | Mount Lemmon    | Mount Lemmon Survey | —         | MPC                           |
| 300676     | 2007 VR19  | 1 nov 2007  | Kitt Peak       | Spacewatch          | —         | MPC                           |
| 300677     | 2007 VB20  | 1 nov 2007  | Kitt Peak       | Spacewatch          | —         | MPC                           |
| 300678     | 2007 VA23  | 2 nov 2007  | Mount Lemmon    | Mount Lemmon Survey | —         | MPC                           |
| 300679     | 2007 VJ25  | 2 nov 2007  | Catalina        | CSS                 | —         | MPC                           |
| 300680     | 2007 VL26  | 2 nov 2007  | Mount Lemmon    | Mount Lemmon Survey | —         | MPC                           |
| 300681     | 2007 VQ27  | 2 nov 2007  | Mount Lemmon    | Mount Lemmon Survey | —         | MPC                           |
| 300682     | 2007 VH29  | 3 nov 2007  | Mount Lemmon    | Mount Lemmon Survey | —         | MPC                           |
| 300683     | 2007 VU30  | 2 nov 2007  | Kitt Peak       | Spacewatch          | —         | MPC                           |
| 300684     | 2007 VV30  | 2 nov 2007  | Kitt Peak       | Spacewatch          | —         | MPC                           |
| 300685     | 2007 VO31  | 2 nov 2007  | Kitt Peak       | Spacewatch          | —         | MPC                           |
| 300686     | 2007 VB39  | 3 nov 2007  | Mount Lemmon    | Mount Lemmon Survey | —         | MPC                           |
| 300687     | 2007 VY43  | 1 nov 2007  | Kitt Peak       | Spacewatch          | —         | MPC                           |
| 300688     | 2007 VK44  | 1 nov 2007  | Kitt Peak       | Spacewatch          | —         | MPC                           |
| 300689     | 2007 VE47  | 1 nov 2007  | Kitt Peak       | Spacewatch          | —         | MPC                           |
| 300690     | 2007 VV47  | 1 nov 2007  | Kitt Peak       | Spacewatch          | —         | MPC                           |
| 300691     | 2007 VF50  | 1 nov 2007  | Kitt Peak       | Spacewatch          | —         | MPC                           |
| 300692     | 2007 VD53  | 1 nov 2007  | Kitt Peak       | Spacewatch          | —         | MPC                           |
| 300693     | 2007 VN54  | 1 nov 2007  | Kitt Peak       | Spacewatch          | —         | MPC                           |
| 300694     | 2007 VA55  | 1 nov 2007  | Kitt Peak       | Spacewatch          | —         | MPC                           |
| 300695     | 2007 VQ61  | 1 nov 2007  | Kitt Peak       | Spacewatch          | —         | MPC                           |
| 300696     | 2007 VZ61  | 1 nov 2007  | Kitt Peak       | Spacewatch          | —         | MPC                           |
| 300697     | 2007 VE63  | 1 nov 2007  | Kitt Peak       | Spacewatch          | —         | MPC                           |
| 300698     | 2007 VZ65  | 2 nov 2007  | Kitt Peak       | Spacewatch          | —         | MPC                           |
| 300699     | 2007 VY67  | 3 nov 2007  | Mount Lemmon    | Mount Lemmon Survey | —         | MPC                           |
| 300700     | 2007 VG72  | 1 nov 2007  | Kitt Peak       | Spacewatch          | —         | MPC                           |

## 300701–300800
| Designação | Designação | Descoberta  | Descoberta      | Descobridor(es)     | Categoria | Mais informações / Referência |
| Permanente | Provisória | Data        | Local           | Descobridor(es)     | Categoria | Mais informações / Referência |
| ---------- | ---------- | ----------- | --------------- | ------------------- | --------- | ----------------------------- |
| 300701     | 2007 VJ89  | 4 nov 2007  | Socorro         | LINEAR              | —         | MPC                           |
| 300702     | 2007 VZ90  | 6 nov 2007  | Socorro         | LINEAR              | —         | MPC                           |
| 300703     | 2007 VG94  | 7 nov 2007  | Bisei SG Center | BATTeRS             | —         | MPC                           |
| 300704     | 2007 VP94  | 7 nov 2007  | Bisei SG Center | BATTeRS             | —         | MPC                           |
| 300705     | 2007 VP99  | 2 nov 2007  | Kitt Peak       | Spacewatch          | —         | MPC                           |
| 300706     | 2007 VM100 | 2 nov 2007  | Kitt Peak       | Spacewatch          | Brangane  | MPC                           |
| 300707     | 2007 VY101 | 2 nov 2007  | Mount Lemmon    | Mount Lemmon Survey | —         | MPC                           |
| 300708     | 2007 VX102 | 3 nov 2007  | Kitt Peak       | Spacewatch          | —         | MPC                           |
| 300709     | 2007 VU108 | 3 nov 2007  | Kitt Peak       | Spacewatch          | —         | MPC                           |
| 300710     | 2007 VJ110 | 3 nov 2007  | Kitt Peak       | Spacewatch          | —         | MPC                           |
| 300711     | 2007 VN113 | 3 nov 2007  | Kitt Peak       | Spacewatch          | —         | MPC                           |
| 300712     | 2007 VV114 | 3 nov 2007  | Kitt Peak       | Spacewatch          | —         | MPC                           |
| 300713     | 2007 VQ115 | 3 nov 2007  | Kitt Peak       | Spacewatch          | Brangane  | MPC                           |
| 300714     | 2007 VJ117 | 3 nov 2007  | Kitt Peak       | Spacewatch          | —         | MPC                           |
| 300715     | 2007 VO117 | 3 nov 2007  | Lulin           | LUSS                | —         | MPC                           |
| 300716     | 2007 VP117 | 4 nov 2007  | Kitt Peak       | Spacewatch          | —         | MPC                           |
| 300717     | 2007 VC120 | 5 nov 2007  | Kitt Peak       | Spacewatch          | —         | MPC                           |
| 300718     | 2007 VH120 | 5 nov 2007  | Kitt Peak       | Spacewatch          | —         | MPC                           |
| 300719     | 2007 VG121 | 5 nov 2007  | Kitt Peak       | Spacewatch          | —         | MPC                           |
| 300720     | 2007 VS121 | 5 nov 2007  | Kitt Peak       | Spacewatch          | —         | MPC                           |
| 300721     | 2007 VW124 | 5 nov 2007  | Mount Lemmon    | Mount Lemmon Survey | —         | MPC                           |
| 300722     | 2007 VC125 | 5 nov 2007  | Kitt Peak       | Spacewatch          | —         | MPC                           |
| 300723     | 2007 VD125 | 5 nov 2007  | Purple Mountain | PMO NEO             | —         | MPC                           |
| 300724     | 2007 VP125 | 7 nov 2007  | Catalina        | CSS                 | Phocaea   | MPC                           |
| 300725     | 2007 VP132 | 2 nov 2007  | Mount Lemmon    | Mount Lemmon Survey | —         | MPC                           |
| 300726     | 2007 VW132 | 2 nov 2007  | Mount Lemmon    | Mount Lemmon Survey | —         | MPC                           |
| 300727     | 2007 VW133 | 2 nov 2007  | Catalina        | CSS                 | Phocaea   | MPC                           |
| 300728     | 2007 VV137 | 6 nov 2007  | Purple Mountain | PMO NEO             | Eos       | MPC                           |
| 300729     | 2007 VK141 | 4 nov 2007  | Kitt Peak       | Spacewatch          | —         | MPC                           |
| 300730     | 2007 VF142 | 4 nov 2007  | Kitt Peak       | Spacewatch          | —         | MPC                           |
| 300731     | 2007 VR142 | 4 nov 2007  | Kitt Peak       | Spacewatch          | —         | MPC                           |
| 300732     | 2007 VP144 | 4 nov 2007  | Kitt Peak       | Spacewatch          | —         | MPC                           |
| 300733     | 2007 VE145 | 4 nov 2007  | Kitt Peak       | Spacewatch          | —         | MPC                           |
| 300734     | 2007 VH147 | 28 jan 2004 | Kitt Peak       | Spacewatch          | —         | MPC                           |
| 300735     | 2007 VL147 | 4 nov 2007  | Kitt Peak       | Spacewatch          | —         | MPC                           |
| 300736     | 2007 VX148 | 7 nov 2007  | Mount Lemmon    | Mount Lemmon Survey | —         | MPC                           |
| 300737     | 2007 VY148 | 7 nov 2007  | Mount Lemmon    | Mount Lemmon Survey | —         | MPC                           |
| 300738     | 2007 VP155 | 5 nov 2007  | Kitt Peak       | Spacewatch          | —         | MPC                           |
| 300739     | 2007 VZ157 | 5 nov 2007  | Kitt Peak       | Spacewatch          | —         | MPC                           |
| 300740     | 2007 VT161 | 5 nov 2007  | Kitt Peak       | Spacewatch          | —         | MPC                           |
| 300741     | 2007 VJ165 | 5 nov 2007  | Kitt Peak       | Spacewatch          | —         | MPC                           |
| 300742     | 2007 VN167 | 5 nov 2007  | Kitt Peak       | Spacewatch          | —         | MPC                           |
| 300743     | 2007 VS171 | 7 nov 2007  | Kitt Peak       | Spacewatch          | —         | MPC                           |
| 300744     | 2007 VO180 | 7 nov 2007  | Catalina        | CSS                 | —         | MPC                           |
| 300745     | 2007 VU189 | 13 nov 2007 | La Sagra        | Mallorca Obs.       | —         | MPC                           |
| 300746     | 2007 VR190 | 8 nov 2007  | Kitt Peak       | Spacewatch          | —         | MPC                           |
| 300747     | 2007 VV191 | 4 nov 2007  | Mount Lemmon    | Mount Lemmon Survey | —         | MPC                           |
| 300748     | 2007 VD192 | 4 nov 2007  | Mount Lemmon    | Mount Lemmon Survey | —         | MPC                           |
| 300749     | 2007 VP192 | 4 nov 2007  | Mount Lemmon    | Mount Lemmon Survey | —         | MPC                           |
| 300750     | 2007 VC201 | 9 nov 2007  | Mount Lemmon    | Mount Lemmon Survey | —         | MPC                           |
| 300751     | 2007 VL209 | 7 nov 2007  | Kitt Peak       | Spacewatch          | —         | MPC                           |
| 300752     | 2007 VX211 | 9 nov 2007  | Kitt Peak       | Spacewatch          | —         | MPC                           |
| 300753     | 2007 VL215 | 9 nov 2007  | Kitt Peak       | Spacewatch          | —         | MPC                           |
| 300754     | 2007 VL221 | 12 nov 2007 | Mount Lemmon    | Mount Lemmon Survey | —         | MPC                           |
| 300755     | 2007 VY221 | 13 nov 2007 | Kitt Peak       | Spacewatch          | Themis    | MPC                           |
| 300756     | 2007 VR224 | 9 nov 2007  | Mount Lemmon    | Mount Lemmon Survey | —         | MPC                           |
| 300757     | 2007 VK229 | 7 nov 2007  | Kitt Peak       | Spacewatch          | —         | MPC                           |
| 300758     | 2007 VZ229 | 7 nov 2007  | Kitt Peak       | Spacewatch          | —         | MPC                           |
| 300759     | 2007 VC234 | 9 nov 2007  | Eskridge        | G. Hug              | —         | MPC                           |
| 300760     | 2007 VP235 | 9 nov 2007  | Kitt Peak       | Spacewatch          | —         | MPC                           |
| 300761     | 2007 VE237 | 11 nov 2007 | Mount Lemmon    | Mount Lemmon Survey | —         | MPC                           |
| 300762     | 2007 VR238 | 13 nov 2007 | Kitt Peak       | Spacewatch          | —         | MPC                           |
| 300763     | 2007 VN240 | 7 nov 2007  | Catalina        | CSS                 | —         | MPC                           |
| 300764     | 2007 VV242 | 13 nov 2007 | Mount Lemmon    | Mount Lemmon Survey | —         | MPC                           |
| 300765     | 2007 VL244 | 15 nov 2007 | La Sagra        | Mallorca Obs.       | —         | MPC                           |
| 300766     | 2007 VX244 | 14 nov 2007 | Bisei SG Center | BATTeRS             | —         | MPC                           |
| 300767     | 2007 VU247 | 13 nov 2007 | Mount Lemmon    | Mount Lemmon Survey | —         | MPC                           |
| 300768     | 2007 VE251 | 9 nov 2007  | Catalina        | CSS                 | —         | MPC                           |
| 300769     | 2007 VT251 | 10 nov 2007 | Mount Lemmon    | Mount Lemmon Survey | —         | MPC                           |
| 300770     | 2007 VW251 | 12 nov 2007 | Catalina        | CSS                 | —         | MPC                           |
| 300771     | 2007 VN257 | 13 nov 2007 | Catalina        | CSS                 | —         | MPC                           |
| 300772     | 2007 VO257 | 13 nov 2007 | Catalina        | CSS                 | —         | MPC                           |
| 300773     | 2007 VV258 | 15 nov 2007 | Mount Lemmon    | Mount Lemmon Survey | —         | MPC                           |
| 300774     | 2007 VH261 | 13 nov 2007 | Kitt Peak       | Spacewatch          | —         | MPC                           |
| 300775     | 2007 VN261 | 13 nov 2007 | Kitt Peak       | Spacewatch          | —         | MPC                           |
| 300776     | 2007 VA269 | 12 nov 2007 | Socorro         | LINEAR              | —         | MPC                           |
| 300777     | 2007 VU276 | 14 nov 2007 | Kitt Peak       | Spacewatch          | —         | MPC                           |
| 300778     | 2007 VT279 | 14 nov 2007 | Kitt Peak       | Spacewatch          | —         | MPC                           |
| 300779     | 2007 VM285 | 14 nov 2007 | Kitt Peak       | Spacewatch          | —         | MPC                           |
| 300780     | 2007 VY285 | 14 nov 2007 | Kitt Peak       | Spacewatch          | —         | MPC                           |
| 300781     | 2007 VW286 | 15 nov 2007 | Catalina        | CSS                 | —         | MPC                           |
| 300782     | 2007 VX286 | 15 nov 2007 | Catalina        | CSS                 | —         | MPC                           |
| 300783     | 2007 VF287 | 15 nov 2007 | Catalina        | CSS                 | Phocaea   | MPC                           |
| 300784     | 2007 VL299 | 12 nov 2007 | Catalina        | CSS                 | —         | MPC                           |
| 300785     | 2007 VN303 | 3 nov 2007  | Catalina        | CSS                 | —         | MPC                           |
| 300786     | 2007 VF309 | 9 nov 2007  | Mount Lemmon    | Mount Lemmon Survey | —         | MPC                           |
| 300787     | 2007 VA312 | 2 nov 2007  | Kitt Peak       | Spacewatch          | —         | MPC                           |
| 300788     | 2007 VG315 | 5 nov 2007  | Mount Lemmon    | Mount Lemmon Survey | —         | MPC                           |
| 300789     | 2007 VN315 | 6 nov 2007  | Kitt Peak       | Spacewatch          | —         | MPC                           |
| 300790     | 2007 VF318 | 1 nov 2007  | Kitt Peak       | Spacewatch          | —         | MPC                           |
| 300791     | 2007 VF321 | 8 nov 2007  | Kitt Peak       | Spacewatch          | —         | MPC                           |
| 300792     | 2007 VN321 | 13 nov 2007 | Mount Lemmon    | Mount Lemmon Survey | —         | MPC                           |
| 300793     | 2007 VX321 | 8 nov 2007  | Catalina        | CSS                 | —         | MPC                           |
| 300794     | 2007 VU323 | 4 nov 2007  | Socorro         | LINEAR              | —         | MPC                           |
| 300795     | 2007 VM331 | 6 nov 2007  | Kitt Peak       | Spacewatch          | —         | MPC                           |
| 300796     | 2007 VR331 | 7 nov 2007  | Kitt Peak       | Spacewatch          | —         | MPC                           |
| 300797     | 2007 VT331 | 7 nov 2007  | Kitt Peak       | Spacewatch          | —         | MPC                           |
| 300798     | 2007 VV331 | 7 nov 2007  | Mount Lemmon    | Mount Lemmon Survey | —         | MPC                           |
| 300799     | 2007 VZ331 | 7 nov 2007  | Mount Lemmon    | Mount Lemmon Survey | —         | MPC                           |
| 300800     | 2007 VB332 | 7 nov 2007  | Socorro         | LINEAR              | —         | MPC                           |

## 300801–300900
| Designação      | Designação | Descoberta  | Descoberta        | Descobridor(es)      | Categoria | Mais informações / Referência |
| Permanente      | Provisória | Data        | Local             | Descobridor(es)      | Categoria | Mais informações / Referência |
| --------------- | ---------- | ----------- | ----------------- | -------------------- | --------- | ----------------------------- |
| 300801          | 2007 VC332 | 7 nov 2007  | Socorro           | LINEAR               | —         | MPC                           |
| 300802          | 2007 WJ    | 17 nov 2007 | Bisei SG Center   | BATTeRS              | —         | MPC                           |
| 300803          | 2007 WK1   | 16 nov 2007 | Dauban            | Chante-Perdrix Obs.  | —         | MPC                           |
| 300804          | 2007 WB2   | 17 nov 2007 | Bisei SG Center   | BATTeRS              | —         | MPC                           |
| 300805          | 2007 WY5   | 17 nov 2007 | Socorro           | LINEAR               | —         | MPC                           |
| 300806          | 2007 WU6   | 18 nov 2007 | Socorro           | LINEAR               | —         | MPC                           |
| 300807          | 2007 WW6   | 18 nov 2007 | Socorro           | LINEAR               | —         | MPC                           |
| 300808          | 2007 WM12  | 17 nov 2007 | Catalina          | CSS                  | —         | MPC                           |
| 300809          | 2007 WJ13  | 18 nov 2007 | Mount Lemmon      | Mount Lemmon Survey  | —         | MPC                           |
| 300810          | 2007 WZ14  | 18 nov 2007 | Mount Lemmon      | Mount Lemmon Survey  | —         | MPC                           |
| 300811          | 2007 WN21  | 17 nov 2007 | Kitt Peak         | Spacewatch           | —         | MPC                           |
| 300812          | 2007 WE22  | 17 nov 2007 | Kitt Peak         | Spacewatch           | —         | MPC                           |
| 300813          | 2007 WA24  | 18 nov 2007 | Mount Lemmon      | Mount Lemmon Survey  | —         | MPC                           |
| 300814          | 2007 WG24  | 14 set 2007 | Mount Lemmon      | Mount Lemmon Survey  | —         | MPC                           |
| 300815          | 2007 WD36  | 19 nov 2007 | Mount Lemmon      | Mount Lemmon Survey  | —         | MPC                           |
| 300816          | 2007 WF36  | 19 nov 2007 | Mount Lemmon      | Mount Lemmon Survey  | —         | MPC                           |
| 300817          | 2007 WY43  | 19 nov 2007 | Mount Lemmon      | Mount Lemmon Survey  | —         | MPC                           |
| 300818          | 2007 WJ44  | 19 nov 2007 | Mount Lemmon      | Mount Lemmon Survey  | —         | MPC                           |
| 300819          | 2007 WD46  | 20 nov 2007 | Mount Lemmon      | Mount Lemmon Survey  | —         | MPC                           |
| 300820          | 2007 WV52  | 17 nov 2007 | Eskridge          | G. Hug               | —         | MPC                           |
| 300821          | 2007 WH55  | 30 nov 2007 | La Sagra          | Mallorca Obs.        | —         | MPC                           |
| 300822          | 2007 WE56  | 30 nov 2007 | Lulin Observatory | T.-C. Yang, Q.-z. Ye | —         | MPC                           |
| 300823          | 2007 WJ61  | 16 nov 2007 | Socorro           | LINEAR               | —         | MPC                           |
| 300824          | 2007 XR3   | 3 dez 2007  | 7300 Observatory  | W. K. Y. Yeung       | Eos       | MPC                           |
| 300825          | 2007 XL9   | 4 dez 2007  | Mount Lemmon      | Mount Lemmon Survey  | —         | MPC                           |
| 300826          | 2007 XJ13  | 4 dez 2007  | Catalina          | CSS                  | Brangane  | MPC                           |
| 300827          | 2007 XT17  | 10 dez 2007 | Socorro           | LINEAR               | —         | MPC                           |
| 300828          | 2007 XE20  | 11 set 2002 | Palomar           | NEAT                 | —         | MPC                           |
| 300829          | 2007 XQ20  | 12 dez 2007 | La Sagra          | Mallorca Obs.        | —         | MPC                           |
| 300830          | 2007 XK22  | 10 dez 2007 | Socorro           | LINEAR               | —         | MPC                           |
| 300831          | 2007 XE25  | 15 dez 2007 | Kanab             | E. E. Sheridan       | —         | MPC                           |
| 300832          | 2007 XV28  | 15 dez 2007 | Kitt Peak         | Spacewatch           | —         | MPC                           |
| 300833          | 2007 XJ30  | 15 dez 2007 | Kitt Peak         | Spacewatch           | —         | MPC                           |
| 300834          | 2007 XS32  | 15 dez 2007 | Kitt Peak         | Spacewatch           | —         | MPC                           |
| 300835          | 2007 XQ33  | 10 dez 2007 | Socorro           | LINEAR               | —         | MPC                           |
| 300836          | 2007 XX34  | 13 dez 2007 | Socorro           | LINEAR               | —         | MPC                           |
| 300837          | 2007 XA35  | 13 dez 2007 | Socorro           | LINEAR               | —         | MPC                           |
| 300838          | 2007 XL36  | 13 dez 2007 | Socorro           | LINEAR               | —         | MPC                           |
| 300839          | 2007 XZ38  | 13 dez 2007 | Socorro           | LINEAR               | Eos       | MPC                           |
| 300840          | 2007 XT42  | 15 dez 2007 | Kitt Peak         | Spacewatch           | Brangane  | MPC                           |
| 300841          | 2007 XW47  | 15 dez 2007 | Kitt Peak         | Spacewatch           | —         | MPC                           |
| 300842          | 2007 XA50  | 15 dez 2007 | Kitt Peak         | Spacewatch           | —         | MPC                           |
| 300843          | 2007 XP53  | 14 dez 2007 | Mount Lemmon      | Mount Lemmon Survey  | —         | MPC                           |
| 300844          | 2007 XT54  | 4 dez 2007  | Kitt Peak         | Spacewatch           | —         | MPC                           |
| 300845          | 2007 YH3   | 17 dez 2007 | Eskridge          | G. Hug               | —         | MPC                           |
| 300846          | 2007 YU9   | 16 dez 2007 | Mount Lemmon      | Mount Lemmon Survey  | —         | MPC                           |
| 300847          | 2007 YV13  | 17 dez 2007 | Mount Lemmon      | Mount Lemmon Survey  | —         | MPC                           |
| 300848          | 2007 YX14  | 19 dez 2007 | Bisei SG Center   | BATTeRS              | —         | MPC                           |
| 300849          | 2007 YP17  | 16 dez 2007 | Kitt Peak         | Spacewatch           | —         | MPC                           |
| 300850          | 2007 YX18  | 3 dez 2007  | Kitt Peak         | Spacewatch           | —         | MPC                           |
| 300851          | 2007 YD25  | 18 dez 2007 | Mount Lemmon      | Mount Lemmon Survey  | —         | MPC                           |
| 300852          | 2007 YR30  | 28 dez 2007 | Kitt Peak         | Spacewatch           | —         | MPC                           |
| 300853          | 2007 YR31  | 28 dez 2007 | Kitt Peak         | Spacewatch           | —         | MPC                           |
| 300854          | 2007 YV31  | 28 dez 2007 | Lulin             | LUSS                 | Brangane  | MPC                           |
| 300855          | 2007 YZ33  | 28 dez 2007 | Kitt Peak         | Spacewatch           | —         | MPC                           |
| 300856          | 2007 YP36  | 30 dez 2007 | Mount Lemmon      | Mount Lemmon Survey  | Brangane  | MPC                           |
| 300857          | 2007 YW37  | 30 dez 2007 | Mount Lemmon      | Mount Lemmon Survey  | —         | MPC                           |
| 300858          | 2007 YD43  | 30 dez 2007 | Catalina          | CSS                  | —         | MPC                           |
| 300859          | 2007 YP45  | 30 dez 2007 | Mount Lemmon      | Mount Lemmon Survey  | —         | MPC                           |
| 300860          | 2007 YW46  | 30 dez 2007 | Mount Lemmon      | Mount Lemmon Survey  | —         | MPC                           |
| 300861          | 2007 YJ51  | 28 dez 2007 | Kitt Peak         | Spacewatch           | —         | MPC                           |
| 300862          | 2007 YS68  | 30 dez 2007 | Kitt Peak         | Spacewatch           | —         | MPC                           |
| 300863          | 2007 YA69  | 17 dez 2007 | Kitt Peak         | Spacewatch           | —         | MPC                           |
| 300864          | 2007 YM69  | 30 dez 2007 | Kitt Peak         | Spacewatch           | —         | MPC                           |
| 300865          | 2007 YR71  | 17 dez 2007 | Mount Lemmon      | Mount Lemmon Survey  | —         | MPC                           |
| 300866          | 2007 YC72  | 18 dez 2007 | Mount Lemmon      | Mount Lemmon Survey  | —         | MPC                           |
| 300867          | 2008 AR4   | 4 jan 2008  | Purple Mountain   | PMO NEO              | —         | MPC                           |
| 300868          | 2008 AN11  | 10 jan 2008 | Mount Lemmon      | Mount Lemmon Survey  | —         | MPC                           |
| 300869          | 2008 AA13  | 10 jan 2008 | Mount Lemmon      | Mount Lemmon Survey  | —         | MPC                           |
| 300870          | 2008 AS24  | 10 jan 2008 | Mount Lemmon      | Mount Lemmon Survey  | —         | MPC                           |
| 300871          | 2008 AT27  | 10 jan 2008 | Mount Lemmon      | Mount Lemmon Survey  | —         | MPC                           |
| 300872          | 2008 AV29  | 5 jan 2008  | Bisei SG Center   | BATTeRS              | Eos       | MPC                           |
| 300873          | 2008 AD32  | 11 jan 2008 | Kitt Peak         | Spacewatch           | —         | MPC                           |
| 300874          | 2008 AV54  | 11 jan 2008 | Kitt Peak         | Spacewatch           | —         | MPC                           |
| 300875          | 2008 AM65  | 11 jan 2008 | Mount Lemmon      | Mount Lemmon Survey  | Ursula    | MPC                           |
| 300876          | 2008 AT74  | 11 jan 2008 | Kitt Peak         | Spacewatch           | —         | MPC                           |
| 300877          | 2008 AO78  | 12 jan 2008 | Kitt Peak         | Spacewatch           | —         | MPC                           |
| 300878          | 2008 AX78  | 12 jan 2008 | Kitt Peak         | Spacewatch           | —         | MPC                           |
| 300879          | 2008 AE87  | 12 jan 2008 | Mount Lemmon      | Mount Lemmon Survey  | —         | MPC                           |
| 300880          | 2008 AM92  | 14 jan 2008 | Kitt Peak         | Spacewatch           | —         | MPC                           |
| 300881          | 2008 AO96  | 14 jan 2008 | Kitt Peak         | Spacewatch           | —         | MPC                           |
| 300882          | 2008 AU96  | 14 jan 2008 | Kitt Peak         | Spacewatch           | Ursula    | MPC                           |
| 300883          | 2008 AT116 | 12 jan 2008 | Kitt Peak         | Spacewatch           | —         | MPC                           |
| 300884          | 2008 AJ118 | 14 jan 2008 | Kitt Peak         | Spacewatch           | —         | MPC                           |
| 300885          | 2008 AJ136 | 12 jan 2008 | Socorro           | LINEAR               | —         | MPC                           |
| 300886          | 2008 AT136 | 13 jan 2008 | Kitt Peak         | Spacewatch           | —         | MPC                           |
| 300887          | 2008 AH137 | 15 jan 2008 | Socorro           | LINEAR               | —         | MPC                           |
| 300888          | 2008 AM137 | 1 jan 2008  | Mount Lemmon      | Mount Lemmon Survey  | Brangane  | MPC                           |
| 300889          | 2008 BL5   | 16 jan 2008 | Mount Lemmon      | Mount Lemmon Survey  | —         | MPC                           |
| 300890          | 2008 BC12  | 18 jan 2008 | Kitt Peak         | Spacewatch           | —         | MPC                           |
| 300891          | 2008 BO13  | 19 jan 2008 | Kitt Peak         | Spacewatch           | —         | MPC                           |
| 300892 Taichung | 2008 BT15  | 28 jan 2008 | Lulin Observatory | C.-S. Lin, Q.-z. Ye  | —         | MPC                           |
| 300893          | 2008 BY16  | 28 jan 2008 | La Sagra          | Mallorca Obs.        | —         | MPC                           |
| 300894          | 2008 BB18  | 30 jan 2008 | Mount Lemmon      | Mount Lemmon Survey  | —         | MPC                           |
| 300895          | 2008 BW23  | 31 jan 2008 | Catalina          | CSS                  | Brangane  | MPC                           |
| 300896          | 2008 BF24  | 30 jan 2008 | Catalina          | CSS                  | —         | MPC                           |
| 300897          | 2008 BQ24  | 30 jan 2008 | La Sagra          | Mallorca Obs.        | —         | MPC                           |
| 300898          | 2008 BC25  | 30 jan 2008 | Eskridge          | G. Hug               | Brangane  | MPC                           |
| 300899          | 2008 BX30  | 30 jan 2008 | Mount Lemmon      | Mount Lemmon Survey  | —         | MPC                           |
| 300900          | 2008 BX32  | 30 jan 2008 | Kitt Peak         | Spacewatch           | —         | MPC                           |

## 300901–301000
| Designação         | Designação | Descoberta  | Descoberta    | Descobridor(es)       | Categoria | Mais informações / Referência |
| Permanente         | Provisória | Data        | Local         | Descobridor(es)       | Categoria | Mais informações / Referência |
| ------------------ | ---------- | ----------- | ------------- | --------------------- | --------- | ----------------------------- |
| 300901             | 2008 BH33  | 30 jan 2008 | Kitt Peak     | Spacewatch            | —         | MPC                           |
| 300902             | 2008 BE34  | 30 jan 2008 | Catalina      | CSS                   | —         | MPC                           |
| 300903             | 2008 BX38  | 31 jan 2008 | Mount Lemmon  | Mount Lemmon Survey   | —         | MPC                           |
| 300904             | 2008 BL39  | 30 jan 2008 | Catalina      | CSS                   | —         | MPC                           |
| 300905             | 2008 BZ40  | 31 jan 2008 | La Sagra      | Mallorca Obs.         | —         | MPC                           |
| 300906             | 2008 BQ41  | 30 jan 2008 | Catalina      | CSS                   | —         | MPC                           |
| 300907             | 2008 BJ42  | 31 jan 2008 | Catalina      | CSS                   | —         | MPC                           |
| 300908             | 2008 BV43  | 30 jan 2008 | Catalina      | CSS                   | —         | MPC                           |
| 300909 Kenthompson | 2008 BZ45  | 30 jan 2008 | Jarnac        | T. Glinos, D. H. Levy | —         | MPC                           |
| 300910             | 2008 BF48  | 17 jan 2008 | Mount Lemmon  | Mount Lemmon Survey   | —         | MPC                           |
| 300911             | 2008 BG48  | 17 jan 2008 | Kitt Peak     | Spacewatch            | —         | MPC                           |
| 300912             | 2008 BC50  | 17 jan 2008 | Kitt Peak     | Spacewatch            | —         | MPC                           |
| 300913             | 2008 CL    | 1 fev 2008  | Vail-Jarnac   | Jarnac Obs.           | —         | MPC                           |
| 300914             | 2008 CS3   | 2 fev 2008  | Kitt Peak     | Spacewatch            | —         | MPC                           |
| 300915             | 2008 CQ10  | 2 fev 2008  | Catalina      | CSS                   | —         | MPC                           |
| 300916             | 2008 CM16  | 3 fev 2008  | Kitt Peak     | Spacewatch            | Ursula    | MPC                           |
| 300917             | 2008 CO16  | 3 fev 2008  | Kitt Peak     | Spacewatch            | —         | MPC                           |
| 300918             | 2008 CU16  | 3 fev 2008  | Kitt Peak     | Spacewatch            | Ursula    | MPC                           |
| 300919             | 2008 CX16  | 3 fev 2008  | Kitt Peak     | Spacewatch            | —         | MPC                           |
| 300920             | 2008 CA28  | 2 fev 2008  | Kitt Peak     | Spacewatch            | —         | MPC                           |
| 300921             | 2008 CC29  | 2 fev 2008  | Kitt Peak     | Spacewatch            | Brangane  | MPC                           |
| 300922             | 2008 CU36  | 2 fev 2008  | Kitt Peak     | Spacewatch            | —         | MPC                           |
| 300923             | 2008 CA54  | 7 fev 2008  | Catalina      | CSS                   | Brangane  | MPC                           |
| 300924             | 2008 CR54  | 7 fev 2008  | Mount Lemmon  | Mount Lemmon Survey   | Ursula    | MPC                           |
| 300925             | 2008 CO68  | 6 fev 2008  | Socorro       | LINEAR                | —         | MPC                           |
| 300926             | 2008 CJ69  | 8 fev 2008  | Socorro       | LINEAR                | —         | MPC                           |
| 300927             | 2008 CE71  | 3 fev 2008  | Catalina      | CSS                   | —         | MPC                           |
| 300928 Uderzo      | 2008 CQ72  | 9 fev 2008  | Saint-Sulpice | B. Christophe         | —         | MPC                           |
| 300929             | 2008 CU73  | 6 fev 2008  | Catalina      | CSS                   | —         | MPC                           |
| 300930             | 2008 CQ77  | 6 fev 2008  | Catalina      | CSS                   | Brangane  | MPC                           |
| 300931             | 2008 CS97  | 9 fev 2008  | Kitt Peak     | Spacewatch            | —         | MPC                           |
| 300932 Kyslyuk     | 2008 CL117 | 11 fev 2008 | Andrushivka   | Andrushivka Obs.      | —         | MPC                           |
| 300933             | 2008 CG118 | 8 fev 2008  | Costitx       | Mallorca Obs.         | Brangane  | MPC                           |
| 300934             | 2008 CS119 | 14 fev 2008 | Taunus        | R. Kling, U. Zimmer   | —         | MPC                           |
| 300935             | 2008 CH125 | 8 fev 2008  | Kitt Peak     | Spacewatch            | —         | MPC                           |
| 300936             | 2008 CE129 | 20 jan 2002 | Kitt Peak     | Spacewatch            | —         | MPC                           |
| 300937             | 2008 CR131 | 8 fev 2008  | Kitt Peak     | Spacewatch            | —         | MPC                           |
| 300938             | 2008 CF135 | 8 fev 2008  | Mount Lemmon  | Mount Lemmon Survey   | —         | MPC                           |
| 300939             | 2008 CD138 | 8 fev 2008  | Kitt Peak     | Spacewatch            | —         | MPC                           |
| 300940             | 2008 CQ140 | 8 fev 2008  | Kitt Peak     | Spacewatch            | —         | MPC                           |
| 300941             | 2008 CE155 | 9 fev 2008  | Mount Lemmon  | Mount Lemmon Survey   | —         | MPC                           |
| 300942             | 2008 CM168 | 12 fev 2008 | Mount Lemmon  | Mount Lemmon Survey   | —         | MPC                           |
| 300943             | 2008 CT175 | 6 fev 2008  | Socorro       | LINEAR                | Brangane  | MPC                           |
| 300944             | 2008 CC176 | 6 fev 2008  | Socorro       | LINEAR                | —         | MPC                           |
| 300945             | 2008 CM177 | 3 fev 2008  | Kitt Peak     | Spacewatch            | —         | MPC                           |
| 300946             | 2008 CC179 | 6 fev 2008  | Catalina      | CSS                   | —         | MPC                           |
| 300947             | 2008 CP183 | 13 fev 2008 | Catalina      | CSS                   | Brangane  | MPC                           |
| 300948             | 2008 CV184 | 10 fev 2008 | Siding Spring | SSS                   | —         | MPC                           |
| 300949             | 2008 CM185 | 1 fev 2008  | Kitt Peak     | Spacewatch            | —         | MPC                           |
| 300950             | 2008 CJ193 | 2 fev 2008  | Kitt Peak     | Spacewatch            | —         | MPC                           |
| 300951             | 2008 CK193 | 2 fev 2008  | Kitt Peak     | Spacewatch            | Ursula    | MPC                           |
| 300952             | 2008 CS194 | 12 fev 2008 | Mount Lemmon  | Mount Lemmon Survey   | —         | MPC                           |
| 300953             | 2008 CS203 | 12 fev 2008 | Kitt Peak     | Spacewatch            | —         | MPC                           |
| 300954             | 2008 CY209 | 10 fev 2008 | Socorro       | LINEAR                | —         | MPC                           |
| 300955             | 2008 DR1   | 24 fev 2008 | Mount Lemmon  | Mount Lemmon Survey   | —         | MPC                           |
| 300956             | 2008 DA7   | 24 fev 2008 | Kitt Peak     | Spacewatch            | —         | MPC                           |
| 300957             | 2008 DN11  | 26 fev 2008 | Kitt Peak     | Spacewatch            | Brangane  | MPC                           |
| 300958             | 2008 DH13  | 26 fev 2008 | Kitt Peak     | Spacewatch            | —         | MPC                           |
| 300959             | 2008 DF24  | 27 fev 2008 | Mount Lemmon  | Mount Lemmon Survey   | —         | MPC                           |
| 300960             | 2008 DR29  | 26 fev 2008 | Mount Lemmon  | Mount Lemmon Survey   | —         | MPC                           |
| 300961             | 2008 DQ33  | 27 fev 2008 | Catalina      | CSS                   | —         | MPC                           |
| 300962             | 2008 DU33  | 27 fev 2008 | Catalina      | CSS                   | —         | MPC                           |
| 300963             | 2008 DH48  | 28 fev 2008 | Mount Lemmon  | Mount Lemmon Survey   | —         | MPC                           |
| 300964             | 2008 DP51  | 29 fev 2008 | Mount Lemmon  | Mount Lemmon Survey   | —         | MPC                           |
| 300965             | 2008 DM52  | 29 fev 2008 | Kitt Peak     | Spacewatch            | —         | MPC                           |
| 300966             | 2008 DH71  | 18 fev 2008 | Mount Lemmon  | Mount Lemmon Survey   | —         | MPC                           |
| 300967             | 2008 DQ83  | 28 fev 2008 | Kitt Peak     | Spacewatch            | —         | MPC                           |
| 300968             | 2008 EN3   | 1 mar 2008  | Mount Lemmon  | Mount Lemmon Survey   | —         | MPC                           |
| 300969             | 2008 EJ19  | 2 mar 2008  | Mount Lemmon  | Mount Lemmon Survey   | —         | MPC                           |
| 300970             | 2008 EQ29  | 4 mar 2008  | Mount Lemmon  | Mount Lemmon Survey   | —         | MPC                           |
| 300971             | 2008 EQ38  | 4 mar 2008  | Kitt Peak     | Spacewatch            | —         | MPC                           |
| 300972             | 2008 EY45  | 5 mar 2008  | Kitt Peak     | Spacewatch            | —         | MPC                           |
| 300973             | 2008 EW50  | 6 mar 2008  | Mount Lemmon  | Mount Lemmon Survey   | —         | MPC                           |
| 300974             | 2008 EH83  | 9 mar 2008  | Socorro       | LINEAR                | —         | MPC                           |
| 300975             | 2008 EM83  | 9 mar 2008  | Socorro       | LINEAR                | —         | MPC                           |
| 300976             | 2008 ER85  | 7 mar 2008  | Kitt Peak     | Spacewatch            | —         | MPC                           |
| 300977             | 2008 EE91  | 1 mar 2008  | Catalina      | CSS                   | —         | MPC                           |
| 300978             | 2008 ED98  | 7 mar 2008  | Catalina      | CSS                   | —         | MPC                           |
| 300979             | 2008 EZ103 | 5 mar 2008  | Mount Lemmon  | Mount Lemmon Survey   | —         | MPC                           |
| 300980             | 2008 ED108 | 7 mar 2008  | Catalina      | CSS                   | —         | MPC                           |
| 300981             | 2008 EU130 | 11 mar 2008 | Kitt Peak     | Spacewatch            | —         | MPC                           |
| 300982             | 2008 EJ133 | 4 abr 2003  | Kitt Peak     | Spacewatch            | —         | MPC                           |
| 300983             | 2008 EK138 | 11 mar 2008 | Mount Lemmon  | Mount Lemmon Survey   | —         | MPC                           |
| 300984             | 2008 ES163 | 14 mar 2008 | Catalina      | CSS                   | Ursula    | MPC                           |
| 300985             | 2008 FB1   | 25 mar 2008 | Kitt Peak     | Spacewatch            | —         | MPC                           |
| 300986             | 2008 FL1   | 25 mar 2008 | Kitt Peak     | Spacewatch            | —         | MPC                           |
| 300987             | 2008 FT8   | 26 mar 2008 | Kitt Peak     | Spacewatch            | —         | MPC                           |
| 300988             | 2008 FW11  | 26 mar 2008 | Mount Lemmon  | Mount Lemmon Survey   | Ursula    | MPC                           |
| 300989             | 2008 FK16  | 27 mar 2008 | Kitt Peak     | Spacewatch            | —         | MPC                           |
| 300990             | 2008 FN29  | 28 mar 2008 | Mount Lemmon  | Mount Lemmon Survey   | —         | MPC                           |
| 300991             | 2008 FF41  | 28 mar 2008 | Kitt Peak     | Spacewatch            | —         | MPC                           |
| 300992             | 2008 FB62  | 25 mar 2008 | Kitt Peak     | Spacewatch            | —         | MPC                           |
| 300993             | 2008 FP117 | 31 mar 2008 | Kitt Peak     | Spacewatch            | —         | MPC                           |
| 300994             | 2008 FS134 | 30 mar 2008 | Kitt Peak     | Spacewatch            | —         | MPC                           |
| 300995             | 2008 GJ20  | 8 abr 2008  | Mount Lemmon  | Mount Lemmon Survey   | —         | MPC                           |
| 300996             | 2008 GG21  | 7 abr 2008  | Wildberg      | R. Apitzsch           | —         | MPC                           |
| 300997             | 2008 GM23  | 1 abr 2008  | Mount Lemmon  | Mount Lemmon Survey   | —         | MPC                           |
| 300998             | 2008 GF34  | 3 abr 2008  | Mount Lemmon  | Mount Lemmon Survey   | —         | MPC                           |
| 300999             | 2008 GP49  | 12 mar 2007 | Kitt Peak     | Spacewatch            | —         | MPC                           |
| 301000             | 2008 GG69  | 6 abr 2008  | Kitt Peak     | Spacewatch            | —         | MPC                           |